# Liste des plantes décrites par Fusée-Aublet
Le botaniste français Jean Baptiste Christophe Fusée-Aublet a été le premier à décrire la flore de Guyane, selon le système moderne de la nomenclature binominale. Il a en effet décrit 774 taxons (221 genres et 553 espèces), en 1775, dans son ouvrage en quatre volumes Histoire des plantes de la Guiane françoise. 
Ses échantillons d'herbier récoltés lors de son séjour en Guyane de 1762 à 1764 ont pour partie été intégrés ultérieurement à l'herbier de Jean-Jacques Rousseau conservé au MNHN (P) à Paris, ont servi à la réalisation des gravures, et sont pour la plupart devenus les types de ces espèces. D'autres parties des collectes d'Aublet sont localisées au Musée d'histoire naturelle de Londres (BM), dans les collections de la Linnean Society of London (LINN), à l'herbier de Madrid (MA ?), à l'herbier de De Candolle à Genève (G), à l'herbier du Musée d'Histoire Naturelle de Florence (FI ?), ou à l'herbier de l'Université de Montpellier (MPU).
À ce titre, il présente une grande importance dans le patrimoine historique de la botanique guyanaise amazonienne et sud-américaine et du fait de son antériorité, ses noms sont généralement prioritaires au vu du code international de nomenclature botanique.
Aublet s'inspire régulièrement de noms de lieux guyanais pour nommer ses espèces : 
- Rourea (Roura),
- Raputia (Orapu),
- Remirea (Rémire),
- Matourea (Matoury),
- Polygala timoutou (Timoutou),
- Bocoa prouacensis (Approuague),
- Coublandia (lieu-dit « la Deſcoublandiere », proche de la crique fouillée),
- Passoura (crique Passoura proche de Kourou)
- , etc.

Il s'est aussi beaucoup inspiré de noms des peuples autochtones de Guyane et des noms vernaculaires locaux (ce qui était peu en usage à l'époque) : 
- Coussarea (des Coussaris, une des nations de Guyane à son époque),
- Palicourea (Palikur),
- Bocoa prouacensis (nom donné par les habitants de Caux : Bois boco),
- Tapirira guianensis (nom Galibi : Tapiriri),
- Vantanea guianensis (nom Noirague : Iouantan),
- Humiria balsamifera (nom Garipon : Houmiri),
- Parinari montana (nom Garipon : Parinari),
- Touroulia guianensis (nom Galibi : Touroulia),
- Licania incana (nom Galibi : Caligni)
- , etc.

Il a aussi rendu hommage à quelques personnalités :
- Malouetia (Pierre-Victor Malouët),
- Ferolia (Pierre-Eléonor de La Ville de Férolles),
- Bertiera (famille Bertier, habitant près d'Aroura, qui l'a aidé durant son séjour en Guyane[4]),
- Baillieria (Baillier ?),
- Bombardopolis (Monsieur de Bombarde, protecteur d'Aublet).

| Classification originale (Androcée)                                               | Classification originale (Gynécée)            | Famille - classification classique de Cronquist (1981) | Famille - classification phylogénétique APG IV (2016) | Basionyme | Nom correct | Nom vulgaire selon Aublet                              | N° de planche   | Planche               | Herbier collecté par Aublet   |
| --------------------------------------------------------------------------------- | --------------------------------------------- | ------------------------------------------------------ | ----------------------------------------------------- | --- | --- | ------------------------------------------------------ | --------------- | --------------------- | ----------------------------- |
| MONANDRIA                                                                         | MONOGYNIA                                     | Zingiberaceae                                          | Zingiberaceae                                         | Alpinia aromatica Aubl., 1775 | Renealmia aromatica (Aubl.) Griseb., 1857 | -                                                      | -               | -                     | -                             |
| MONANDRIA                                                                         | MONOGYNIA                                     | Marantaceae                                            | Marantaceae                                           | Maranta tonckat Aubl., 1775 | Stromanthe tonckat (Aubl.) Eichler, 1884 | -                                                      | -               | -                     | -                             |
| MONANDRIA                                                                         | MONOGYNIA                                     | Marantaceae                                            | Marantaceae                                           | Maranta arouma Aubl., 1775 | Ischnosiphon arouma (Aubl.) Körn., 1862 | AROUMA des Caraïbes                                    | -               | -                     | -                             |
| MONANDRIA                                                                         | MONOGYNIA                                     | Marantaceae                                            | Marantaceae                                           | Maranta allouia Aubl., 1775 | Goeppertia allouia (Aubl.) Borchs. & S.Suárez, 2012 | -                                                      | -               | -                     | -                             |
| MONANDRIA                                                                         | MONOGYNIA                                     | Marantaceae                                            | Marantaceae                                           | Maranta humilis Aubl., 1775 | idem | -                                                      | -               | -                     |                               |
| MONANDRIA                                                                         | MONOGYNIA                                     | Marantaceae                                            | Marantaceae                                           | Maranta spicata Aubl., 1775 | Monotagma spicatum (Aubl.) J.F.Macbr., 1931 | -                                                      | -               | -                     |                               |
| MONANDRIA                                                                         | MONOGYNIA                                     | Marantaceae                                            | Marantaceae                                           | Maranta lutea Aubl., 1775 | Calathea lutea (Aubl.) G.Mey. ex Schult., 1822 | -                                                      | -               | -                     | -                             |
| MONANDRIA                                                                         | MONOGYNIA                                     | Nyctaginaceae                                          | Nyctaginaceae                                         | Boerhavia diandra Aubl., 1775 | Boerhavia diffusa L., 1753 | -                                                      | -               | -                     | -                             |
| MONANDRIA                                                                         | MONOGYNIA                                     | Vochysiaceae                                           | Vochysiaceae                                          | Qualea Aubl., 1775 | idem |                                                        |                 |                       |                               |
| MONANDRIA                                                                         | MONOGYNIA                                     | Vochysiaceae                                           | Vochysiaceae                                          | Qualea rosea Aubl., 1775 | idem | LE QUALIER rouge                                       | 1               |                       |                               |
| MONANDRIA                                                                         | MONOGYNIA                                     | Vochysiaceae                                           | Vochysiaceae                                          | Qualea caerulea Aubl., 1775 | Qualea coerulea Aubl., 1775 | LE QUALIER bleu                                        | 2               |                       |                               |
| DIANDRIA                                                                          | MONOGYNIA                                     | Acanthaceae                                            | Acanthaceae                                           | Justicia coccinea Aubl., 1775 | Pachystachys coccinea (Aubl.) Nees, 1847 | LA CARMANTINE rouge                                    | 3               |                       |                               |
| DIANDRIA                                                                          | MONOGYNIA                                     | Acanthaceae                                            | Acanthaceae                                           | Justicia variegata Aubl., 1775 | Pulchranthus variegatus (Aubl.) V.M.Baum, Reveal & Nowicke, 1983 | LA CARMANTINE panachée                                 | 4               |                       |                               |
| DIANDRIA                                                                          | MONOGYNIA                                     | Verbenaceae                                            | Verbenaceae                                           | Verbena subfruticosa Aubl., 1775 | Phyla stoechadifolia (L.) Small, 1909 exotique en Guyane, anciennement introduit et éteint                                                                                                | -                                                      | -               | -                     | -                             |
| DIANDRIA                                                                          | MONOGYNIA                                     | Caesalpiniaceae                                        | Fabaceae                                              | Arouna Aubl., 1775 | Dialium L., 1767 |                                                        |                 |                       |                               |
| DIANDRIA                                                                          | MONOGYNIA                                     | Caesalpiniaceae                                        | Fabaceae                                              | Arouna guianensis Aubl., 1775 | Dialium guianense (Aubl.) Sandwith, 1939 | L'AROUNIER de la Guiane                                | 5               |                       | BM000952212                   |
| DIANDRIA                                                                          | MONOGYNIA                                     | Vochysiaceae                                           | Vochysiaceae                                          | Vochy Aubl., 1775 | Vochysia Aubl., 1775 |                                                        |                 |                       |                               |
| DIANDRIA                                                                          | MONOGYNIA                                     | Vochysiaceae                                           | Vochysiaceae                                          | Vochy guianensis Aubl., 1775 | Vochysia guianensis Aubl., 1775 | LE VOCHY de la Guiane                                  | 6               |                       |                               |
| DIANDRIA                                                                          | TRIGYNIA                                      | Piperaceae                                             | Piperaceae                                            | Piper decumanum Aubl., 1775 | Piper marginatum Jacq., 1792 | -                                                      | -               | -                     |                               |
| DIANDRIA                                                                          | TRIGYNIA                                      | Piperaceae                                             | Piperaceae                                            | Piper arboreum Aubl., 1775 | idem | -                                                      | -               | -                     |                               |
| TRIANDRIA                                                                         | MONOGYNIA                                     | Caesalpiniaceae                                        | Fabaceae                                              | Vouapa Aubl., 1775 | ? |                                                        |                 |                       |                               |
| TRIANDRIA                                                                         | MONOGYNIA                                     | Caesalpiniaceae                                        | Fabaceae                                              | Vouapa bifolia Aubl., 1775 | Macrolobium bifolium (Aubl.) Pers., 1805 | LE VOUAPA à deux folioles                              | 7               |                       |                               |
| TRIANDRIA                                                                         | MONOGYNIA                                     | Caesalpiniaceae                                        | Fabaceae                                              | Vouapa simira Aubl., 1775 | Peltogyne sp. ? | LE VOUAPA violet                                       | 8               |                       | BM000952222                   |
| TRIANDRIA                                                                         | MONOGYNIA                                     | Caesalpiniaceae                                        | Fabaceae                                              | Outea Aubl., 1775 | Macrolobium Schreb., 1789 |                                                        |                 |                       |                               |
| TRIANDRIA                                                                         | MONOGYNIA                                     | Caesalpiniaceae                                        | Fabaceae                                              | Outea guianensis Aubl., 1775 | Macrolobium guianense (Aubl.) Pulle, 1906 | L’IOUTAY de la Guiane                                  | 9               |                       | BM000952224                   |
| TRIANDRIA                                                                         | MONOGYNIA                                     | Hippocrateaceae                                        | Celastraceae                                          | Tontelea Aubl., 1775 | Elachyptera A.C.Sm., 1940 |                                                        |                 |                       |                               |
| TRIANDRIA                                                                         | MONOGYNIA                                     | Hippocrateaceae                                        | Celastraceae                                          | Tontelea scandens Aubl., 1775 | Elachyptera floribunda (Benth.) A.C. Sm., 1940 | LA TONTELLE grimpante                                  | 10              |                       | BM000595138a                  |
| TRIANDRIA                                                                         | MONOGYNIA                                     | Iridaceae                                              | Iridaceae                                             | Ixia americana Aubl., 1775 | Eleutherine bulbosa (Mill.) Urb., 1918 | -                                                      | -               | -                     | -                             |
| TRIANDRIA                                                                         | MONOGYNIA                                     | Haemodoraceae                                          | Haemodoraceae                                         | Xiphidium Aubl., 1775 | idem |                                                        |                 |                       |                               |
| TRIANDRIA                                                                         | MONOGYNIA                                     | Haemodoraceae                                          | Haemodoraceae                                         | Xiphidium coeruleum Aubl., 1775 | Xiphidium caeruleum Aubl., 1775 | LA GLAIVANE bleue                                      | 11              |                       | -                             |
| TRIANDRIA                                                                         | MONOGYNIA                                     | Commelinaceae                                          | Commelinaceae                                         | Commelina hexandra Aubl., 1775 | Dichorisandra hexandra (Aubl.) C.B.Clarke, 1902 | LA COMMELINE à fleur en grappe                         | 12              |                       |                               |
| TRIANDRIA                                                                         | MONOGYNIA                                     | Iridaceae                                              | Iridaceae                                             | Cipura Aubl., 1775 | idem |                                                        |                 |                       |                               |
| TRIANDRIA                                                                         | MONOGYNIA                                     | Iridaceae                                              | Iridaceae                                             | Cipura paludosa Aubl., 1775 | idem | LA CIPURE des marais                                   | 13              |                       | BM000551581                   |
| TRIANDRIA                                                                         | MONOGYNIA                                     | Xyridaceae                                             | Xyridaceae                                            | Xyris americana Aubl., 1775 | Abolboda americana (Aubl.) Lanj., 1937 | LE JUPICAI                                             | 14              |                       |                               |
| TRIANDRIA                                                                         | MONOGYNIA                                     | Mayacaceae                                             | Mayacaceae                                            | Mayaca Aubl., 1775 | idem |                                                        |                 |                       |                               |
| TRIANDRIA                                                                         | MONOGYNIA                                     | Mayacaceae                                             | Mayacaceae                                            | Mayaca fluviatilis Aubl., 1775 | idem | LA MAYAQUE des rivières                                | 15              |                       |                               |
| TRIANDRIA                                                                         | MONOGYNIA                                     | Cyperaceae                                             | Cyperaceae                                            | Schoenus odoratus Aubl., 1775 | ? | -                                                      | -               | -                     | -                             |
| TRIANDRIA                                                                         | MONOGYNIA                                     | Cyperaceae                                             | Cyperaceae                                            | Remirea Aubl., 1775 | idem |                                                        |                 |                       |                               |
| TRIANDRIA                                                                         | MONOGYNIA                                     | Cyperaceae                                             | Cyperaceae                                            | Remirea maritima Aubl., 1775 | idem | LA REMIRE maritime                                     | 16              |                       | BM000938345                   |
| TRIANDRIA                                                                         | MONOGYNIA                                     | Cyperaceae                                             | Cyperaceae                                            | Mapania Aubl., 1775 | idem |                                                        |                 |                       |                               |
| TRIANDRIA                                                                         | MONOGYNIA                                     | Cyperaceae                                             | Cyperaceae                                            | Mapania sylvatica Aubl., 1775 | idem | LA MAPANE des forêts                                   | 17              |                       | BM000938398                   |
| TRIANDRIA                                                                         | DIGYNIA                                       | Poaceae                                                | Poaceae                                               | Saccharum sagitatum Aubl., 1775 | Gynerium sagittatum (Aubl.) P. Beauv., 1812 | -                                                      | -               | -                     | -                             |
| TRIANDRIA                                                                         | DIGYNIA                                       | Poaceae                                                | Poaceae                                               | Panicum sulcatum Aubl., 1775 | Setaria palmifolia (J.Koenig) Stapf, 1914 (présence douteuse en Guyane) probable erreur d'identification et confusion avec Setaria sulcata Raddi 1823                                     | -                                                      | -               | -                     | -                             |
| TRIANDRIA                                                                         | DIGYNIA                                       | Poaceae                                                | Poaceae                                               | Panicum maculatum Aubl., 1775 | Lasiacis maculata (Aubl.) Urb., 1921 | -                                                      | -               | -                     | -                             |
| TRIANDRIA                                                                         | DIGYNIA                                       | Poaceae                                                | Poaceae                                               | Poa dactyloides Aubl., 1775 | ? | -                                                      | -               | -                     | -                             |
| TRIANDRIA                                                                         | DIGYNIA                                       | Poaceae                                                | Poaceae                                               | Arundo farcta Aubl., 1775 | Tibisia farcta (Aubl.) C.D.Tyrrell, Londoño & L.G.Clark, 2018 (mentionné en Guyane par erreur) erreur d'identification                                                                    | -                                                      | -               | -                     | -                             |
| TETRANDRIA                                                                        | MONOGYNIA                                     | Rubiaceae                                              | Rubiaceae                                             | Perama Aubl., 1775 | idem |                                                        |                 |                       |                               |
| TETRANDRIA                                                                        | MONOGYNIA                                     | Rubiaceae                                              | Rubiaceae                                             | Perama hirsuta Aubl., 1775 | idem | LA PERAME velue                                        | 18              |                       |                               |
| TETRANDRIA                                                                        | MONOGYNIA                                     | Rubiaceae                                              | Rubiaceae                                             | Spermacoce latifolia Aubl., 1775 | idem | LA SPERMACOCE à larges feuilles                        | 19 – fig.1      |                       | -                             |
| TETRANDRIA                                                                        | MONOGYNIA                                     | Rubiaceae                                              | Rubiaceae                                             | Spermacoce caerulescens Aubl., 1775 | Spermacoce latifolia Aubl., 1775 | LA SPERMACOCE à fleurs bleuâtres                       | 19 – fig.2      |                       |                               |
| TETRANDRIA                                                                        | MONOGYNIA                                     | Rubiaceae                                              | Rubiaceae                                             | Spermacoce prostrata Aubl., 1775 | idem | LA SPERMACOCE terreſtre                                | 20 – fig.3      |                       |                               |
| TETRANDRIA                                                                        | MONOGYNIA                                     | Rubiaceae                                              | Rubiaceae                                             | Spermacoce radicans Aubl., 1775 | Spermacoce prostrata Aubl., 1775 | LA SPERMACOCE rampante                                 | 20 – fig.4      |                       |                               |
| TETRANDRIA                                                                        | MONOGYNIA                                     | Rubiaceae                                              | Rubiaceae                                             | Spermacoce longifolia Aubl., 1775 | Mitracarpus hirtus (L.) DC., 1830 | LA SPERMACOCE à longue-feuille                         | 21              |                       |                               |
| TETRANDRIA                                                                        | MONOGYNIA                                     | Rubiaceae                                              | Rubiaceae                                             | Spermacoce aspera Aubl., 1775 | Spermacoce latifolia Aubl., 1775 | LA SPERMACOCE rude                                     | 22 – fig.6      |                       |                               |
| TETRANDRIA                                                                        | MONOGYNIA                                     | Rubiaceae                                              | Rubiaceae                                             | Spermacoce alata Aubl., 1775 | idem | LA SPERMACOCE aîlée                                    | 22 – fig.7      |                       |                               |
| TETRANDRIA                                                                        | MONOGYNIA                                     | Rubiaceae                                              | Rubiaceae                                             | Spermacoce hexangularis Aubl., 1775 | idem | LA SPERMACOCE exagone                                  | 22 – fig.8      |                       | -                             |
| TETRANDRIA                                                                        | MONOGYNIA                                     | Rubiaceae                                              | Rubiaceae                                             | Spermacoce scandens Aubl., 1775 | Schradera involucrata (Sw.) K.Schum., 1889 erreur d'identification (espèce des Grandes Antilles mentionnée par erreur en Guyane)                                                          | -                                                      | -               | -                     |                               |
| TETRANDRIA                                                                        | MONOGYNIA                                     | Verbenaceae                                            | Lamiaceae                                             | Manabea Aubl., 1775 | Aegiphila Jacq., 1767 |                                                        |                 |                       |                               |
| TETRANDRIA                                                                        | MONOGYNIA                                     | Verbenaceae                                            | Lamiaceae                                             | Manabea villosa Aubl., 1775 | Aegiphila villosa (Aubl.) J.F.Gmel., 1791 | LE MANABO velu                                         | 23              |                       |                               |
| TETRANDRIA                                                                        | MONOGYNIA                                     | Verbenaceae                                            | Lamiaceae                                             | Manabea arborescens Aubl., 1775 | Aegiphila integrifolia (Jacq.) B.D.Jacks., 1893 | LE MANABO en arbre                                     | 24              |                       |                               |
| TETRANDRIA                                                                        | MONOGYNIA                                     | Verbenaceae                                            | Lamiaceae                                             | Manabea laevis Aubl., 1775 | Aegiphila laevis (Aubl.) J.F.Gmel., 1791 | LE MANABO à feuille liſſe                              | 25              |                       |                               |
| TETRANDRIA                                                                        | MONOGYNIA                                     | Rubiaceae                                              | Rubiaceae                                             | Coccocipsilum herbaceum Aubl., 1775 | Coccocypselum herbaceum Aubl., 1775 erreur d'identification (mentionné par erreur en Guyane)                                                                                              | -                                                      | -               | -                     | -                             |
| TETRANDRIA                                                                        | MONOGYNIA                                     | Gentianaceae                                           | Gentianaceae                                          | Exacum guianense Aubl., 1775 | Schultesia guianensis (Aubl.) Malme, 1904 | LA CENTAURELLE de la Guiane                            | 26 – fig.1      |                       |                               |
| TETRANDRIA                                                                        | MONOGYNIA                                     | Gentianaceae                                           | Gentianaceae                                          | Exacum tenuifolium Aubl., 1775 | Curtia tenuifolia (Aubl.) Knobl., 1894 | LA CENTAURELLE violette                                | 26 – fig.2      |                       |                               |
| TETRANDRIA                                                                        | MONOGYNIA                                     | Gentianaceae                                           | Gentianaceae                                          | Coutoubea Aubl., 1775 | idem |                                                        |                 |                       |                               |
| TETRANDRIA                                                                        | MONOGYNIA                                     | Gentianaceae                                           | Gentianaceae                                          | Coutoubea spicata Aubl., 1775 | idem | LA COUTOUBÉE blanche                                   | 27              |                       |                               |
| TETRANDRIA                                                                        | MONOGYNIA                                     | Gentianaceae                                           | Gentianaceae                                          | Coutoubea ramosa Aubl., 1775 | idem | LA COUTOUBÉE purpurine                                 | 28              |                       |                               |
| TETRANDRIA                                                                        | MONOGYNIA                                     | Gentianaceae                                           | Gentianaceae                                          | Tachia Aubl., 1775 | idem |                                                        |                 |                       |                               |
| TETRANDRIA                                                                        | MONOGYNIA                                     | Gentianaceae                                           | Gentianaceae                                          | Tachia guianensis Aubl., 1775 | idem | LE TACHI de la Guiane                                  | 28              |                       |                               |
| TETRANDRIA                                                                        | MONOGYNIA                                     | Rutaceae                                               | Rutaceae                                              | Fagara pentandra Aubl., 1775 | Zanthoxylum pentandrum (Aubl.) R.A.Howard, 1983 | LE FAGARIER de la Guiane                               | 30              |                       |                               |
| TETRANDRIA                                                                        | MONOGYNIA                                     | Oleaceae                                               | Oleaceae                                              | Mayepea Aubl., 1775 | idem |                                                        |                 |                       |                               |
| TETRANDRIA                                                                        | MONOGYNIA                                     | Oleaceae                                               | Oleaceae                                              | Mayepea guianensis Aubl., 1775 | idem | LE MAYEPE de la Guiane                                 | 31              |                       |                               |
| TETRANDRIA                                                                        | MONOGYNIA                                     | Proteaceae                                             | Proteaceae                                            | Roupala Aubl., 1775 | idem |                                                        |                 |                       |                               |
| TETRANDRIA                                                                        | MONOGYNIA                                     | Proteaceae                                             | Proteaceae                                            | Roupala montana Aubl., 1775 | idem | LE ROUPALE                                             | 32              |                       |                               |
| TETRANDRIA                                                                        | MONOGYNIA                                     | Sapotaceae                                             | Sapotaceae                                            | Pouteria Aubl., 1775 | idem |                                                        |                 |                       |                               |
| TETRANDRIA                                                                        | MONOGYNIA                                     | Sapotaceae                                             | Sapotaceae                                            | Pouteria guianensis Aubl., 1775 | idem | LE POUTERIER                                           | 33              |                       | BM000952530                   |
| TETRANDRIA                                                                        | MONOGYNIA                                     | Aquifoliaceae                                          | Aquifoliaceae                                         | Macoucoua Aubl., 1775 | Ilex L.., 1753 |                                                        |                 |                       |                               |
| TETRANDRIA                                                                        | MONOGYNIA                                     | Aquifoliaceae                                          | Aquifoliaceae                                         | Macoucoua guianensis Aubl., 1775 | Ilex guianensis (Aubl.) Kuntze, 1891 | LE MACOUCOU de la Guiane                               | 34              |                       |                               |
| TETRANDRIA                                                                        | MONOGYNIA                                     | Melastomataceae                                        | Melastomataceae                                       | Votomita Aubl., 1775 | idem |                                                        |                 |                       |                               |
| TETRANDRIA                                                                        | MONOGYNIA                                     | Melastomataceae                                        | Melastomataceae                                       | Votomita guianensis Aubl., 1775 | idem | LE VOTOMITE de la Guiane                               | 35              |                       |                               |
| TETRANDRIA                                                                        | MONOGYNIA                                     | Loganiaceae                                            | Loganiaceae                                           | Rouhamon Aubl., 1775 | Strychnos L., 1753 |                                                        |                 |                       |                               |
| TETRANDRIA                                                                        | MONOGYNIA                                     | Loganiaceae                                            | Loganiaceae                                           | Rouhamon guianensis Aubl., 1775 | Strychnos guianensis (Aubl.) Mart., 1843 | LE ROUHAMON de la Guiane                               | 36              |                       |                               |
| TETRANDRIA                                                                        | MONOGYNIA                                     | Rubiaceae                                              | Rubiaceae                                             | Nacibea Aubl., 1775 | Manettia Mutis ex L., 1771 |                                                        |                 |                       |                               |
| TETRANDRIA                                                                        | MONOGYNIA                                     | Rubiaceae                                              | Rubiaceae                                             | Nacibea coccinea Aubl., 1775 | Manettia coccinea (Aubl.) Willd., 1798 | LA NACIBE à fleur rouge                                | 37 - fig.1      |                       |                               |
| TETRANDRIA                                                                        | MONOGYNIA                                     | Rubiaceae                                              | Rubiaceae                                             | Nacibea alba Aubl., 1775 | Manettia alba (Aubl.) Wernham, 1919 | LA NACIBE à fleur blanche                              | 37 - fig.2      |                       |                               |
| TETRANDRIA                                                                        | MONOGYNIA                                     | Rubiaceae                                              | Rubiaceae                                             | Coussarea Aubl., 1775 | idem |                                                        |                 |                       |                               |
| TETRANDRIA                                                                        | MONOGYNIA                                     | Rubiaceae                                              | Rubiaceae                                             | Coussarea violacea Aubl., 1775 | idem | LE COUSSARI violet                                     | 38              |                       |                               |
| TETRANDRIA                                                                        | MONOGYNIA                                     | Rubiaceae                                              | Rubiaceae                                             | Evea Aubl., 1775 | Faramea Aubl., 1775 |                                                        |                 |                       |                               |
| TETRANDRIA                                                                        | MONOGYNIA                                     | Rubiaceae                                              | Rubiaceae                                             | Evea guianensis Aubl., 1775 | Faramea guianensis (Aubl.) Bremek., 1934 | L’ÉVÉ de la Guiane                                     | 39              |                       |                               |
| TETRANDRIA                                                                        | MONOGYNIA                                     | Rubiaceae                                              | Rubiaceae                                             | Faramea Aubl., 1775 | idem |                                                        |                 |                       |                               |
| TETRANDRIA                                                                        | MONOGYNIA                                     | Rubiaceae                                              | Rubiaceae                                             | Faramea corymbosa Aubl., 1775 | idem | LE FARAMIER à bouquet                                  | 40 – fig.1      |                       |                               |
| TETRANDRIA                                                                        | MONOGYNIA                                     | Rubiaceae                                              | Rubiaceae                                             | Faramea sessiflora Aubl., 1775 | Faramea sessiliflora Aubl., 1775 | LE FARAMIER à fleur ſeſſile                            | 40 – fig.2      |                       |                               |
| TETRANDRIA                                                                        | MONOGYNIA                                     | Rubiaceae                                              | Rubiaceae                                             | Malanea Aubl., 1775 | idem |                                                        |                 |                       |                               |
| TETRANDRIA                                                                        | MONOGYNIA                                     | Rubiaceae                                              | Rubiaceae                                             | Malanea sarmentosa Aubl., 1775 | idem | LE MALANI ſarmenteux                                   | 41              |                       |                               |
| TETRANDRIA                                                                        | MONOGYNIA                                     | Rubiaceae                                              | Rubiaceae                                             | Tontanea Aubl., 1775 | Coccocypselum P. Browne |                                                        |                 |                       |                               |
| TETRANDRIA                                                                        | MONOGYNIA                                     | Rubiaceae                                              | Rubiaceae                                             | Tontanea guianensis Aubl., 1775 | Coccocypselum guianense (Aubl.) K.Schum., 1889 | LA TONTANE de la Guiane                                | 42              |                       |                               |
| TETRANDRIA                                                                        | MONOGYNIA                                     | Rubiaceae                                              | Rubiaceae                                             | Patabea Aubl., 1775 | Ixora L., 1753 |                                                        |                 |                       |                               |
| TETRANDRIA                                                                        | MONOGYNIA                                     | Rubiaceae                                              | Rubiaceae                                             | Patabea coccinea Aubl., 1775 | Ixora davisii Sandwith, 1937 | LA PATABIE rouge                                       | 43              |                       |                               |
| TETRANDRIA                                                                        | DIGYNIA                                       | Rubiaceae                                              | Rubiaceae                                             | Pagamea Aubl., 1775 | idem |                                                        |                 |                       |                               |
| TETRANDRIA                                                                        | DIGYNIA                                       | Rubiaceae                                              | Rubiaceae                                             | Pagamea guianensis Aubl., 1775 | idem | LE PAGAMIER de la Guiane                               | 44              |                       |                               |
| PENTANDRIA                                                                        | MONOGYNIA                                     | Menyanthaceae                                          | Menyanthaceae                                         | Menyanthes indica Aubl., 1775 | Nymphoides indica (L.) Kuntze, 1891 erreur d'identification (mentionné en Guyane par erreur) probablement confondu avec Nymphoides humboldtiana (Kunth) Kuntze, 1891                      | -                                                      | -               | -                     |                               |
| PENTANDRIA                                                                        | MONOGYNIA                                     | Chrysobalanaceae                                       | Chrysobalanaceae                                      | Licania Aubl., 1775 | idem |                                                        |                 |                       |                               |
| PENTANDRIA                                                                        | MONOGYNIA                                     | Chrysobalanaceae                                       | Chrysobalanaceae                                      | Licania incana Aubl., 1775 | idem | LE CALIGNI blanc.                                      | 45              |                       |                               |
| PENTANDRIA                                                                        | MONOGYNIA                                     | Myrsinaceae                                            | Primulaceae                                           | Rapanea Aubl., 1775 | Myrsine L., 1753 |                                                        |                 |                       |                               |
| PENTANDRIA                                                                        | MONOGYNIA                                     | Myrsinaceae                                            | Primulaceae                                           | Rapanea guianensis Aubl., 1775 | Myrsine guianensis (Aubl.) Kuntze, 1891 | LA RAPANE de la Guiane                                 | 46              |                       |                               |
| PENTANDRIA                                                                        | MONOGYNIA                                     | Icacinaceae                                            | Metteniusaceae                                        | Poraqueiba Aubl., 1775 | idem |                                                        |                 |                       |                               |
| PENTANDRIA                                                                        | MONOGYNIA                                     | Icacinaceae                                            | Metteniusaceae                                        | Poraqueiba guianensis Aubl., 1775 | idem | LE PORAQUEBE de la Guiane                              | 47              |                       |                               |
| PENTANDRIA                                                                        | MONOGYNIA                                     | Dichapetalaceae                                        | Dichapetalaceae                                       | Tapura Aubl., 1775 | idem |                                                        |                 |                       |                               |
| PENTANDRIA                                                                        | MONOGYNIA                                     | Dichapetalaceae                                        | Dichapetalaceae                                       | Tapura guianensis Aubl., 1775 | idem | LA TAPURE de la Guiane                                 | 48              |                       |                               |
| PENTANDRIA                                                                        | MONOGYNIA                                     | Scrophulariaceae                                       | Plantaginaceae                                        | Bacopa Aubl., 1775 | idem |                                                        |                 |                       |                               |
| PENTANDRIA                                                                        | MONOGYNIA                                     | Scrophulariaceae                                       | Plantaginaceae                                        | Bacopa aquatica Aubl., 1775 | idem | LA BACOPE aquatique                                    | 49              |                       |                               |
| PENTANDRIA                                                                        | MONOGYNIA                                     | Rubiaceae                                              | Rubiaceae                                             | Tocoyena Aubl., 1775 | idem |                                                        |                 |                       |                               |
| PENTANDRIA                                                                        | MONOGYNIA                                     | Rubiaceae                                              | Rubiaceae                                             | Tocoyena longiflora Aubl., 1775 | idem | LA TOCOYENNE à fleur longue                            | 50              |                       |                               |
| PENTANDRIA                                                                        | MONOGYNIA                                     | Rubiaceae                                              | Rubiaceae                                             | Posoqueria Aubl., 1775 | idem |                                                        |                 |                       |                               |
| PENTANDRIA                                                                        | MONOGYNIA                                     | Rubiaceae                                              | Rubiaceae                                             | Posoqueria longiflora Aubl., 1775 | idem | LE POSOQUERI à fleur longue                            | 51              |                       |                               |
| PENTANDRIA                                                                        | MONOGYNIA                                     | Convolvulaceae                                         | Convolvulaceae                                        | Convolvulus guianensis Aubl., 1775 | Jacquemontia guianensis (Aubl.) Meisn., 1869 | LE LISERON de la Guiane                                | 52              |                       | -                             |
| PENTANDRIA                                                                        | MONOGYNIA                                     | Convolvulaceae                                         | Convolvulaceae                                        | Convolvulus glaber Aubl., 1775 | Distimake macrocalyx (Ruiz & Pav.) A.R.Simões & Staples, 2017 | LE LISERON de Caïenne                                  | 53              |                       |                               |
| PENTANDRIA                                                                        | MONOGYNIA                                     | Convolvulaceae                                         | Convolvulaceae                                        | Convolvulus minimus Aubl., 1775 | Evolvulus sericeus Sw., 1788 | -                                                      | -               | -                     |                               |
| PENTANDRIA                                                                        | MONOGYNIA                                     | Convolvulaceae                                         | Convolvulaceae                                        | Mouroucoa Aubl., 1775 | Maripa Aubl., 1775 |                                                        |                 |                       |                               |
| PENTANDRIA                                                                        | MONOGYNIA                                     | Convolvulaceae                                         | Convolvulaceae                                        | Mouroucoa violacea Aubl., 1775 | Maripa violacea (Aubl.) Ooststr. ex Lanj. & Uittien, 1940 | LE MOUROUCOU violet                                    | 54              |                       | BM000953193                   |
| PENTANDRIA                                                                        | MONOGYNIA                                     | Rubiaceae                                              | Rubiaceae                                             | Psychotria violacea Aubl., 1775 | Geophila repens (L.) I.M.Johnst., 1949 | LA PSICOTRE violette                                   | 55              |                       |                               |
| PENTANDRIA                                                                        | MONOGYNIA                                     | Rubiaceae                                              | Rubiaceae                                             | Sipanea Aubl., 1775 | idem |                                                        |                 |                       |                               |
| PENTANDRIA                                                                        | MONOGYNIA                                     | Rubiaceae                                              | Rubiaceae                                             | Sipanea pratensis Aubl., 1775 | idem | LA SIPANE des ſavanes                                  | 56              |                       | BM000614306                   |
| PENTANDRIA                                                                        | MONOGYNIA                                     | Rubiaceae                                              | Rubiaceae                                             | Coffea guianensis Aubl., 1775 | Faramea lourteigiana Steyerm., 1972 | LE CAFÉ de la Guiane                                   | 57              |                       |                               |
| PENTANDRIA                                                                        | MONOGYNIA                                     | Rubiaceae                                              | Rubiaceae                                             | Coffea paniculata Aubl., 1775 | Faramea paniculata (Aubl.) Benth., 1850 | LE CAFFÉ paniculé                                      | 58              |                       |                               |
| PENTANDRIA                                                                        | MONOGYNIA                                     | Rubiaceae                                              | Rubiaceae                                             | Ronabea Aubl., 1775 | idem |                                                        |                 |                       |                               |
| PENTANDRIA                                                                        | MONOGYNIA                                     | Rubiaceae                                              | Rubiaceae                                             | Ronabea latifolia Aubl., 1775 | idem | LA RONABE à large feuille                              | 59              |                       |                               |
| PENTANDRIA                                                                        | MONOGYNIA                                     | Rubiaceae                                              | Rubiaceae                                             | Ronabea erecta Aubl., 1775 | Ronabea latifolia Aubl., 1775 | LA RONABE à tige droite                                | -               | -                     |                               |
| PENTANDRIA                                                                        | MONOGYNIA                                     | Rubiaceae                                              | Rubiaceae                                             | Tapogomea Aubl., 1775 | Palicourea sect. Neocephaëlis Borhidi, 2017 |                                                        |                 |                       |                               |
| PENTANDRIA                                                                        | MONOGYNIA                                     | Rubiaceae                                              | Rubiaceae                                             | Tapogomea violacea Aubl., 1775 | Palicourea apoda (Steyerm.) Delprete & J.H.Kirkbr., 2016 | LE TAPOGOME à fleur violette                           | 60              |                       |                               |
| PENTANDRIA                                                                        | MONOGYNIA                                     | Rubiaceae                                              | Rubiaceae                                             | Tapogomea tomentosa Aubl., 1775 | Palicourea tomentosa (Aubl.) Borhidi, 2012 | LE TAPOGOME velu                                       | 61              |                       |                               |
| PENTANDRIA                                                                        | MONOGYNIA                                     | Rubiaceae                                              | Rubiaceae                                             | Tapogomea purpurea Aubl., 1775 | Palicourea debilis (Müll.Arg.) Delprete & J.H.Kirkbr., 2016 | LE TAPOGOME à fleur purpurine                          | 62 – fig.3      |                       |                               |
| PENTANDRIA                                                                        | MONOGYNIA                                     | Rubiaceae                                              | Rubiaceae                                             | Tapogomea alba Aubl., 1775 | Palicourea alba (Aubl.) Delprete & J.H.Kirkbr., 2016 | LE TAPOGOME à fleurs blanches                          | 62 – fig.4      |                       |                               |
| PENTANDRIA                                                                        | MONOGYNIA                                     | Rubiaceae                                              | Rubiaceae                                             | Tapogomea glabra Aubl., 1775 | Palicourea glabra (Aubl.) Delprete & J.H.Kirkbr., 2016 | LE TAPOGOME liſſe                                      | 63              |                       |                               |
| PENTANDRIA                                                                        | MONOGYNIA                                     | Rubiaceae                                              | Rubiaceae                                             | Carapichea Aubl., 1775 | idem |                                                        |                 |                       |                               |
| PENTANDRIA                                                                        | MONOGYNIA                                     | Rubiaceae                                              | Rubiaceae                                             | Carapichea guianensis Aubl., 1775 | idem | LE CARAPICHE de la Guiane                              | 64              |                       |                               |
| PENTANDRIA                                                                        | MONOGYNIA                                     | Rubiaceae                                              | Rubiaceae                                             | Simira Aubl., 1775 | idem |                                                        |                 |                       |                               |
| PENTANDRIA                                                                        | MONOGYNIA                                     | Rubiaceae                                              | Rubiaceae                                             | Simira tinctoria Aubl., 1775 | idem | LE SIMIRA des teinturiers                              | 65              |                       |                               |
| PENTANDRIA                                                                        | MONOGYNIA                                     | Rubiaceae                                              | Rubiaceae                                             | Palicourea Aubl., 1775 | idem |                                                        |                 |                       |                               |
| PENTANDRIA                                                                        | MONOGYNIA                                     | Rubiaceae                                              | Rubiaceae                                             | Palicourea guianensis Aubl., 1775 | idem | LE PALICOUR de la Guiane                               | 66              |                       |                               |
| PENTANDRIA                                                                        | MONOGYNIA                                     | Rubiaceae                                              | Rubiaceae                                             | Mapouria Aubl., 1775 | Psychotria L., 1759 |                                                        |                 |                       |                               |
| PENTANDRIA                                                                        | MONOGYNIA                                     | Rubiaceae                                              | Rubiaceae                                             | Mapouria guianensis Aubl., 1775 | Psychotria guianensis (Aubl.) Clos, 1878 | LE MAPOURIER de la Guiane                              | 67              |                       |                               |
| PENTANDRIA                                                                        | MONOGYNIA                                     | Rubiaceae                                              | Rubiaceae                                             | Ourouparia Aubl., 1775 | Uncaria Schreb., 1789 |                                                        |                 |                       |                               |
| PENTANDRIA                                                                        | MONOGYNIA                                     | Rubiaceae                                              | Rubiaceae                                             | Ourouparia guianensis Aubl., 1775 | Uncaria guianensis (Aubl.) J.F.Gmel., 1791 | L'OUROUPARI de la Guiane                               | 68              |                       |                               |
| PENTANDRIA                                                                        | MONOGYNIA                                     | Rubiaceae                                              | Rubiaceae                                             | Bertiera Aubl., 1775 | idem |                                                        |                 |                       |                               |
| PENTANDRIA                                                                        | MONOGYNIA                                     | Rubiaceae                                              | Rubiaceae                                             | Bertiera guianensis Aubl., 1775 | idem | LA BERTIERE de la Guiane                               | 69              |                       |                               |
| PENTANDRIA                                                                        | MONOGYNIA                                     | Rubiaceae                                              | Rubiaceae                                             | Nonatelia Aubl., 1775 | Palicourea sect. Nonatelia (Aubl.) C.M.Taylor, 2016 |                                                        |                 |                       |                               |
| PENTANDRIA                                                                        | MONOGYNIA                                     | Rubiaceae                                              | Rubiaceae                                             | Nonatelia officinalis Aubl., 1775 | Palicourea tenerior (Cham.) Delprete & J.H.Kirkbr., 2016 | L'AZIER à l’aſthme                                     | 70 Fig.1        |                       |                               |
| PENTANDRIA                                                                        | MONOGYNIA                                     | Rubiaceae                                              | Rubiaceae                                             | Nonatelia paniculata Aubl., 1775 | Palicourea aubletii Delprete & J.H.Kirkbr., 2016 | L'AZIER à panicule                                     | 70 Fig.2        |                       | -                             |
| PENTANDRIA                                                                        | MONOGYNIA                                     | Rubiaceae                                              | Rubiaceae                                             | Nonatelia longiflora Aubl., 1775 | Palicourea longiflora DC., 1830 | L'AZIER à longue fleur                                 | 71              |                       |                               |
| PENTANDRIA                                                                        | MONOGYNIA                                     | Rubiaceae                                              | Rubiaceae                                             | Nonatelia racemosa Aubl., 1775 | Palicourea racemosa (Aubl.) Borhidi, 2011 | L'AZIER à grappe                                       | 72              |                       |                               |
| PENTANDRIA                                                                        | MONOGYNIA                                     | Rubiaceae                                              | Rubiaceae                                             | Nonatelia violacea Aubl., 1775 | Palicourea violacea (Aubl.) A.Rich., 1830 | L'AZIER violet                                         | 73              |                       |                               |
| PENTANDRIA                                                                        | MONOGYNIA                                     | Rubiaceae                                              | Rubiaceae                                             | Nonatelia lutea Aubl., 1775 | Coussarea lutea (Aubl.) Delprete, 2015 | L'AZIER à fleurs jaunes                                | 74              |                       |                               |
| PENTANDRIA                                                                        | MONOGYNIA                                     | Rubiaceae                                              | Rubiaceae                                             | Sabicea Aubl., 1775 | idem |                                                        |                 |                       |                               |
| PENTANDRIA                                                                        | MONOGYNIA                                     | Rubiaceae                                              | Rubiaceae                                             | Sabicea cinerea Aubl., 1775 | idem | LA SABICE cendrée                                      | 75              |                       |                               |
| PENTANDRIA                                                                        | MONOGYNIA                                     | Rubiaceae                                              | Rubiaceae                                             | Sabicea aspera Aubl., 1775 | idem | LA SABICE âpre                                         | 76              |                       |                               |
| PENTANDRIA                                                                        | MONOGYNIA                                     | Rubiaceae                                              | Rubiaceae                                             | Patima Aubl., 1775 | idem |                                                        |                 |                       |                               |
| PENTANDRIA                                                                        | MONOGYNIA                                     | Rubiaceae                                              | Rubiaceae                                             | Patima guianensis Aubl., 1775 | idem | LA PATIME de la Guiane                                 | 77              |                       |                               |
| PENTANDRIA                                                                        | MONOGYNIA                                     | Ebenaceae                                              | Ebenaceae                                             | Ropourea Aubl., 1775 | Diospyros L., 1753 |                                                        |                 |                       |                               |
| PENTANDRIA                                                                        | MONOGYNIA                                     | Ebenaceae                                              | Ebenaceae                                             | Ropourea guianensis Aubl., 1775 | Diospyros ropourea B.Walln., 2000 | LE ROPOURIER de la Guiane                              | 78              |                       |                               |
| PENTANDRIA                                                                        | MONOGYNIA                                     | Gentianaceae                                           | Gentianaceae                                          | Lisyanthus Aubl., 1775 | ? |                                                        |                 |                       |                               |
| PENTANDRIA                                                                        | MONOGYNIA                                     | Gentianaceae                                           | Gentianaceae                                          | Lisyanthus purpurascens Aubl., 1775 | Chelonanthus purpurascens (Aubl.) Struwe, S. Nilsson & V.A. Albert, 1998 | LA LISYANTHE purpurine                                 | 79              |                       |                               |
| PENTANDRIA                                                                        | MONOGYNIA                                     | Gentianaceae                                           | Gentianaceae                                          | Lisyanthus alatus Aubl., 1775 | Helia alata (Aubl.) Kuntze, 1891 | LA LISYANTHE à tige aîlée                              | 80              |                       |                               |
| PENTANDRIA                                                                        | MONOGYNIA                                     | Gentianaceae                                           | Gentianaceae                                          | Lisyanthus grandiflorus Aubl., 1775 | Helia grandiflora (Aubl.) Kuntze, 1891 | LA LISYANTHE à grande fleur                            | 81              |                       |                               |
| PENTANDRIA                                                                        | MONOGYNIA                                     | Gentianaceae                                           | Gentianaceae                                          | Lisyanthus cerulescens Aubl., 1775 | Tetrapollinia caerulescens (Aubl.) Maguire & B.M. Boom, 1989 | LA LISYANTHE bleuâtre                                  | 82              |                       | BM000953004                   |
| PENTANDRIA                                                                        | MONOGYNIA                                     | Gentianaceae                                           | Gentianaceae                                          | Voyria Aubl., 1775 | idem |                                                        |                 |                       |                               |
| PENTANDRIA                                                                        | MONOGYNIA                                     | Gentianaceae                                           | Gentianaceae                                          | Voyria rosea Aubl., 1775 | idem | LA VOYERE incarnate                                    | 83 – fig.1      |                       |                               |
| PENTANDRIA                                                                        | MONOGYNIA                                     | Gentianaceae                                           | Gentianaceae                                          | Voyria caerulea Aubl., 1775 | idem | LA VOYERE bleue                                        | 83 – fig.2      |                       |                               |
| PENTANDRIA                                                                        | MONOGYNIA                                     | Solanaceae                                             | Solanaceae                                            | Solanum tegore Aubl., 1775 | idem | LA MORELLE Tegoré                                      | 84              |                       |                               |
| PENTANDRIA                                                                        | MONOGYNIA                                     | Solanaceae                                             | Solanaceae                                            | Bassovia Aubl., 1775 | Solanum sect. Pteroidea Dunal, 1813 |                                                        |                 |                       |                               |
| PENTANDRIA                                                                        | MONOGYNIA                                     | Solanaceae                                             | Solanaceae                                            | Bassovia sylvatica Aubl., 1775 | Solanum anceps Ruiz & Pav., 1799 | LA BASSOVE des forêts                                  | 85              |                       |                               |
| PENTANDRIA                                                                        | MONOGYNIA                                     | Boraginaceae                                           | Cordiaceae                                            | Cordia collococa Aubl., 1775 | Cordia nodosa Lam., 1791 | LE SEBESTIER, Achira-mourou                            | 86              |                       |                               |
| PENTANDRIA                                                                        | MONOGYNIA                                     | Boraginaceae                                           | Cordiaceae                                            | Cordia tetrandra Aubl., 1775 | Cordia tetrandra Lam., 1791 | LE SEBESTIER à paraſol                                 | 87              |                       | BM000953114                   |
| PENTANDRIA                                                                        | MONOGYNIA                                     | Combretaceae                                           | Combretaceae                                          | Cordia tetraphylla Aubl., 1775 | Terminalia tetraphylla (Aubl.) Gere & Boatwr., 2017 | LE SEBESTIER yerticillé                                | 88              |                       | -                             |
| PENTANDRIA                                                                        | MONOGYNIA                                     | Lauraceae                                              | Lauraceae                                             | Cordia flavescens Aubl., 1775 | Ocotea commutata (Nees) Mez, 1889 | LE SEBESTIER ſarmenteux                                | 89              |                       |                               |
| PENTANDRIA                                                                        | MONOGYNIA                                     | Boraginaceae                                           | Cordiaceae                                            | Cordia toqueve Aubl., 1775 | idem | LE SEBESTIER Toquévé                                   | 90              |                       | BM000953138                   |
| PENTANDRIA                                                                        | MONOGYNIA                                     | Convolvulaceae                                         | Convolvulaceae                                        | Maripa Aubl., 1775 | idem |                                                        |                 |                       |                               |
| PENTANDRIA                                                                        | MONOGYNIA                                     | Convolvulaceae                                         | Convolvulaceae                                        | Maripa scandens Aubl., 1775 | idem | LE MARIPE grimpant                                     | 91              |                       | BM000953195                   |
| PENTANDRIA                                                                        | MONOGYNIA                                     | Boraginaceae                                           | Cordiaceae                                            | Varronia martinicensis auct. non Jacq., 1760, sensu Aubl., 1775 | Varronia curassavica Jacq., 1760 | -                                                      | -               | -                     |                               |
| PENTANDRIA                                                                        | MONOGYNIA                                     | Solanaceae                                             | Solanaceae                                            | Cestrum frutescens Aubl., 1775 espèce décrite par Plumier dans les Antilles et validée par Aublet, par erreur d'identification                                            | Cestrum alternifolium (Jacq.) O.E. Schulz (mentionné en Guyane par erreur) probablement confondu avec Cestrum latifolium Lam.                                                             | -                                                      | -               | -                     | -                             |
| PENTANDRIA                                                                        | MONOGYNIA                                     | Sapotaceae                                             | Incertae sedis                                        | Chrysophyllum macoucou Aubl., 1775 | Aubletella macoucou (Aubl.) Pierre, 1891 | LE CAINITIER Macoucou                                  | 92              |                       | BM000952592                   |
| PENTANDRIA                                                                        | MONOGYNIA                                     | Violaceae                                              | Violaceae                                             | Rinorea Aubl., 1775 | idem |                                                        |                 |                       |                               |
| PENTANDRIA                                                                        | MONOGYNIA                                     | Violaceae                                              | Violaceae                                             | Rinorea guianensis Aubl., 1775 | idem | LE RINORE de la Guiane                                 | 93              |                       |                               |
| PENTANDRIA                                                                        | MONOGYNIA                                     | Violaceae                                              | Violaceae                                             | Riana Aubl., 1775 | Rinorea sect. Pubiflora Wahlert & H.E.Ballard, 2017 |                                                        |                 |                       |                               |
| PENTANDRIA                                                                        | MONOGYNIA                                     | Violaceae                                              | Violaceae                                             | Riana guianensis Aubl., 1775 | Rinorea riana Kuntze, 1891 | LE RIANE de la Guiane                                  | 94              |                       |                               |
| PENTANDRIA                                                                        | MONOGYNIA                                     | Violaceae                                              | Violaceae                                             | Conohoria Aubl., 1775 | Rinorea Aubl., 1775 |                                                        |                 |                       |                               |
| PENTANDRIA                                                                        | MONOGYNIA                                     | Violaceae                                              | Violaceae                                             | Conohoria flavescens Aubl., 1775 | Rinorea flavescens (Aubl.) Kuntze, 1891 | LE CONORI jaunâtre                                     | 95              |                       |                               |
| PENTANDRIA                                                                        | MONOGYNIA                                     | Marcgraviaceae                                         | Marcgraviaceae                                        | Souroubea Aubl., 1775 | idem |                                                        |                 |                       |                               |
| PENTANDRIA                                                                        | MONOGYNIA                                     | Marcgraviaceae                                         | Marcgraviaceae                                        | Souroubea guianensis Aubl., 1775 | idem | LA SOUROUBE de la Guiane                               | 97              |                       |                               |
| PENTANDRIA                                                                        | MONOGYNIA                                     | Chrysobalanaceae                                       | Chrysobalanaceae                                      | Hirtella americana auct. non L., 1753, sensu Aubl., 1775 | Hirtella racemosa Lam., 1789 var. racemosa | L'HIRTELLE Américaine                                  | 98              |                       |                               |
| PENTANDRIA                                                                        | MONOGYNIA                                     | Violaceae                                              | Violaceae                                             | Paypayrola Aubl., 1775 | idem |                                                        |                 |                       |                               |
| PENTANDRIA                                                                        | MONOGYNIA                                     | Violaceae                                              | Violaceae                                             | Paypayrola guianensis Aubl., 1775 | idem | LE PAYROLE de la Guiane                                | 99              |                       |                               |
| PENTANDRIA                                                                        | MONOGYNIA                                     | Ochnaceae                                              | Ochnaceae                                             | Sauvagesia adima Aubl., 1775 | Sauvagesia erecta var. erecta L., 1753 | LA SAUVAGE Adima                                       | 100 – fig.a     |                       |                               |
| PENTANDRIA                                                                        | MONOGYNIA                                     | Ochnaceae                                              | Ochnaceae                                             | Sauvagesia erecta Aubl., 1775 | Sauvagesia sprengelii A.St.-Hil., 1823 | LA SAUVAGE droite                                      | 100 – fig.b     |                       |                               |
| PENTANDRIA                                                                        | MONOGYNIA                                     | Euphorbiaceae                                          | Phyllanthaceae                                        | Amanoa Aubl., 1775 | idem |                                                        |                 |                       |                               |
| PENTANDRIA                                                                        | MONOGYNIA                                     | Euphorbiaceae                                          | Phyllanthaceae                                        | Amanoa guianensis Aubl., 1775 | idem | L'AMANOIER de la Guiane                                | 101             |                       |                               |
| PENTANDRIA                                                                        | MONOGYNIA                                     | Apocynaceae                                            | Apocynaceae                                           | Plumeria alba Aubl., 1775 | ? | -                                                      | -               | -                     |                               |
| PENTANDRIA                                                                        | MONOGYNIA                                     | Apocynaceae                                            | Apocynaceae                                           | Cameraria Aubl., 1775 | Malouetia A. DC., 1844 |                                                        |                 |                       |                               |
| PENTANDRIA                                                                        | MONOGYNIA                                     | Apocynaceae                                            | Apocynaceae                                           | Cameraria tamaquarina Aubl., 1775 | Malouetia tamaquarina (Aubl.) A.DC., 1844 | LE CAMERIER à grande fleur jaune                       | 102             |                       |                               |
| PENTANDRIA                                                                        | MONOGYNIA                                     | Apocynaceae                                            | Apocynaceae                                           | Cameraria guianensis Aubl., 1775 | Malouetia tamaquarina (Aubl.) A.DC., 1844 | LE CAMERIER à fleur jaune                              | -               | -                     |                               |
| PENTANDRIA                                                                        | MONOGYNIA                                     | Apocynaceae                                            | Apocynaceae                                           | Tabernaemontana echinata Aubl., 1775 | nom. ut. rej. | LE TABERNÉ de la Guiane                                | 103             |                       | -                             |
| PENTANDRIA                                                                        | MONOGYNIA                                     | Apocynaceae                                            | Apocynaceae                                           | Ambelania Aubl., 1775 | idem |                                                        |                 |                       |                               |
| PENTANDRIA                                                                        | MONOGYNIA                                     | Apocynaceae                                            | Apocynaceae                                           | Ambelania acida Aubl., 1775 | idem | L’AMBELANIER acide                                     | 104             |                       | BM000952640                   |
| PENTANDRIA                                                                        | MONOGYNIA                                     | Apocynaceae                                            | Apocynaceae                                           | Pacouria Aubl., 1775 | idem |                                                        |                 |                       |                               |
| PENTANDRIA                                                                        | MONOGYNIA                                     | Apocynaceae                                            | Apocynaceae                                           | Pacouria guianensis Aubl., 1775 | idem | LE PACOURIER de la Guiane                              | 105             |                       | BM000952646                   |
| PENTANDRIA                                                                        | MONOGYNIA                                     | Apocynaceae                                            | Apocynaceae                                           | Orelia Aubl., 1775 | Allamanda L., 1771 |                                                        |                 |                       |                               |
| PENTANDRIA                                                                        | MONOGYNIA                                     | Apocynaceae                                            | Apocynaceae                                           | Orelia grandiflora Aubl., 1775 | Allamanda cathartica L., 1771 | L’ORELI à grande fleur                                 | 106             |                       |                               |
| PENTANDRIA                                                                        | DIGYNIA                                       | Apocynaceae                                            | Apocynaceae                                           | Periploca umbellata Aubl., 1775 | ? | -                                                      | -               | -                     | -                             |
| PENTANDRIA                                                                        | DIGYNIA                                       | Apocynaceae                                            | Apocynaceae                                           | Periploca scandens Aubl., 1775 | ? | -                                                      | -               | -                     |                               |
| PENTANDRIA                                                                        | DIGYNIA                                       | Apocynaceae                                            | Apocynaceae                                           | Apocynum acouci Aubl., 1775 | Forsteronia acouci (Aubl.) A.DC., 1844 | L’APOCIN Acouci                                        | 107             |                       | BM000952757                   |
| PENTANDRIA                                                                        | DIGYNIA                                       | Apocynaceae                                            | Apocynaceae                                           | Apocynum umbellatum Aubl., 1775 | Forsteronia umbellata (Aubl.) Woodson, 1935 | L’APOCIN à ombelle                                     | 108             |                       |                               |
| PENTANDRIA                                                                        | DIGYNIA                                       | Apocynaceae                                            | Apocynaceae                                           | Apocynum nerium Aubl., 1775 | ? | -                                                      | -               | -                     | -                             |
| PENTANDRIA                                                                        | DIGYNIA                                       | Asclepiadaceae                                         | Apocynaceae                                           | Matelea Aubl., 1775 | idem |                                                        |                 |                       |                               |
| PENTANDRIA                                                                        | DIGYNIA                                       | Asclepiadaceae                                         | Apocynaceae                                           | Matelea palustris Aubl., 1775 | idem | -                                                      | -               | -                     |                               |
| PENTANDRIA                                                                        | DIGYNIA                                       | Asclepiadaceae                                         | Apocynaceae                                           | Matelea latifolia Aubl., 1775 | Matelea palustris Aubl., 1775 | LA MATELÉE des marais                                  | 109             |                       |                               |
| PENTANDRIA                                                                        | TRIGYNIA                                      | Hydrophyllaceae                                        | Hydroleaceae                                          | Hydrolea L., 1762 | - |                                                        |                 |                       |                               |
| PENTANDRIA                                                                        | TRIGYNIA                                      | Hydrophyllaceae                                        | Hydroleaceae                                          | Hydrolea spinosa L., 1762 | - | LA COUTARDE épineuſe                                   | 110             |                       |                               |
| PENTANDRIA                                                                        | TRIGYNIA                                      | Hydrophyllaceae                                        | Hydroleaceae                                          | Sagonea Aubl., 1775 | Hydrolea L., 1762 |                                                        |                 |                       |                               |
| PENTANDRIA                                                                        | TRIGYNIA                                      | Hydrophyllaceae                                        | Hydroleaceae                                          | Sagonea palustris Aubl., 1775 | Hydrolea palustris (Aubl.) Raeusch., 1797 | LA SAGONE aquatique                                    | 111             |                       | BM000630606a                  |
| PENTANDRIA                                                                        | TRIGYNIA                                      | Chrysobalanaceae                                       | Chrysobalanaceae                                      | Tachibota Aubl., 1775 | Hirtella L., 1753 |                                                        |                 |                       |                               |
| PENTANDRIA                                                                        | TRIGYNIA                                      | Chrysobalanaceae                                       | Chrysobalanaceae                                      | Tachibota guianensis Aubl., 1775 | Hirtella racemosa var. racemosa Lam., 1789 | LE TACHIBOTE de la Guiane                              | 112             |                       |                               |
| PENTANDRIA                                                                        | TRIGYNIA                                      | Turneraceae                                            | Passifloraceae                                        | Turnera rupestris Aubl., 1775 | Turnera rupestris var. rupestris | LA TURNERE des rochers                                 | 113             |                       |                               |
| PENTANDRIA                                                                        | TRIGYNIA                                      | Turneraceae                                            | Passifloraceae                                        | Turnera frutescens Aubl., 1775 | Turnera rupestris var. frutescens (Aubl.) Urb., 1883 | LA TURNERE de Sinémari                                 | 113             |                       |                               |
| PENTANDRIA                                                                        | TRIGYNIA                                      | Turneraceae                                            | Passifloraceae                                        | Turnera guianensis Aubl., 1775 | idem | LA TURNERE de Timoutou                                 | 114             |                       |                               |
| PENTANDRIA                                                                        | TRIGYNIA                                      | Simaroubaceae                                          | Simaroubaceae                                         | Aruba Aubl., 1775 | Simaba Aubl., 1775 |                                                        |                 |                       |                               |
| PENTANDRIA                                                                        | TRIGYNIA                                      | Simaroubaceae                                          | Simaroubaceae                                         | Aruba guianensis Aubl., 1775 | Simaba guianensis subsp. guianensis Aubl., 1775 | L’ARUBE de la Guiane                                   | 115             |                       |                               |
| PENTANDRIA                                                                        | PENTAGYNIA                                    | Celastraceae                                           | Goupiaceae                                            | Goupia Aubl., 1775 | idem |                                                        |                 |                       |                               |
| PENTANDRIA                                                                        | PENTAGYNIA                                    | Celastraceae                                           | Goupiaceae                                            | Goupia glabra Aubl., 1775 | idem | LE GOUPI glabre                                        | 116             |                       |                               |
| PENTANDRIA                                                                        | PENTAGYNIA                                    | Celastraceae                                           | Goupiaceae                                            | Goupia tomentosa Aubl., 1775 | Goupia glabra Aubl., 1775 | -                                                      | -               | -                     |                               |
| PENTANDRIA                                                                        | PENTAGYNIA                                    | Turneraceae                                            | Passifloraceae                                        | Piriqueta Aubl., 1775 | idem |                                                        |                 |                       |                               |
| PENTANDRIA                                                                        | PENTAGYNIA                                    | Turneraceae                                            | Passifloraceae                                        | Piriqueta villosa Aubl., 1775 | Piriqueta cistoides subsp. cistoides (L.) Griseb., 1860 | LA PIRIQUETE velue                                     | 117             |                       |                               |
| HEXANDRIA                                                                         | MONOGYNIA                                     | Amaryllidaceae                                         | Amaryllidaceae                                        | Amaryllis bifolius Aubl., 1775 | ? | -                                                      | -               | -                     | -                             |
| HEXANDRIA                                                                         | MONOGYNIA                                     | Liliaceae                                              | Hypoxidaceae                                          | Hypoxis decumbens Aubl., 1775 | Curculigo scorzonerifolia (Lam.) Baker, 1878 | -                                                      | -               | -                     |                               |
| HEXANDRIA                                                                         | MONOGYNIA                                     | Rapateaceae                                            | Rapateaceae                                           | Rapatea Aubl., 1775 | idem |                                                        |                 |                       |                               |
| HEXANDRIA                                                                         | MONOGYNIA                                     | Rapateaceae                                            | Rapateaceae                                           | Rapatea paludosa Aubl., 1775 | idem | LA RAPATE des marais                                   | 118             |                       | P00675175                     |
| HEXANDRIA                                                                         | MONOGYNIA                                     | Sapotaceae                                             | Sapotaceae                                            | Achras balata Aubl., 1775 NB : espèce exotique à la Guyane, endémique de l'île Maurice et de La Réunion (Aublet séjourna à « l'iſle de France » avant de venir en Guyane) | Mimusops balata (Aubl.) C.F.Gaertn., 1807 NB : espèce exotique à la Guyane, endémique de l'île Maurice et de La Réunion (Aublet séjourna à « l'iſle de France » avant de venir en Guyane) | Bois DE NATE à feuille de poirier, ou à petite feuille | -               | -                     |                               |
| HEXANDRIA                                                                         | MONOGYNIA                                     | Nyctaginaceae                                          | Nyctaginaceae                                         | Guapira Aubl., 1775 | idem |                                                        |                 |                       |                               |
| HEXANDRIA                                                                         | MONOGYNIA                                     | Nyctaginaceae                                          | Nyctaginaceae                                         | Guapira guianensis Aubl., 1775 | idem | LE GUAPIRE de la Guiane                                | 119             |                       | P00675567                     |
| HEXANDRIA                                                                         | MONOGYNIA                                     | Lauraceae                                              | Lauraceae                                             | Aiouea Aubl., 1775 | idem |                                                        |                 |                       |                               |
| HEXANDRIA                                                                         | MONOGYNIA                                     | Lauraceae                                              | Lauraceae                                             | Aiouea guianensis Aubl., 1775 | idem | L'AIOUVÉ de la Guiane                                  | 120             |                       |                               |
| HEXANDRIA                                                                         | MONOGYNIA                                     | Lauraceae                                              | Lauraceae                                             | Licaria Aubl., 1775 | idem |                                                        |                 |                       |                               |
| HEXANDRIA                                                                         | MONOGYNIA                                     | Lauraceae                                              | Lauraceae                                             | Licaria guianensis Aubl., 1775 | idem | LE BOIS DE ROSE de Caïenne                             | 121             |                       |                               |
| HEXANDRIA                                                                         | MONOGYNIA                                     | Rubiaceae                                              | Rubiaceae                                             | Coutarea Aubl., 1775 | idem |                                                        |                 |                       |                               |
| HEXANDRIA                                                                         | MONOGYNIA                                     | Rubiaceae                                              | Rubiaceae                                             | Coutarea speciosa Aubl., 1775 | Coutarea hexandra (Jacq.) K.Schum., 1889 | LE COUTAR de la Guiane                                 | 122             |                       |                               |
| HEXANDRIA                                                                         | MONOGYNIA                                     | Rubiaceae                                              | Rubiaceae                                             | Guettarda coccinea Aubl., 1775 | Isertia coccinea (Aubl.) J.F.Gmel., 1791 | LA GUETTARDE à fleur rouge                             | 123             |                       | P00671520                     |
| HEXANDRIA                                                                         | DIGYNIA                                       | Cabombaceae                                            | Cabombaceae                                           | Cabomba Aubl., 1775 | idem |                                                        |                 |                       |                               |
| HEXANDRIA                                                                         | DIGYNIA                                       | Cabombaceae                                            | Cabombaceae                                           | Cabomba aquatica Aubl., 1775 | idem | LA CABOMBE aquatique                                   | 124             |                       | P00675226                     |
| OCTANDRIA                                                                         | MONOGYNIA                                     | Olacaceae                                              | Ximeniaceae                                           | Heymassoli Aubl., 1775 | Ximenia L., 1753 |                                                        |                 |                       |                               |
| OCTANDRIA                                                                         | MONOGYNIA                                     | Olacaceae                                              | Ximeniaceae                                           | Heymassoli spinosa Aubl., 1775 | Ximenia americana L., 1753 | -                                                      | -               | -                     |                               |
| OCTANDRIA                                                                         | MONOGYNIA                                     | Olacaceae                                              | Ximeniaceae                                           | Heymassoli inermis Aubl., 1775 | Ximenia americana L., 1753 | LE HEYMASSOLI épineux                                  | 125             |                       | -                             |
| OCTANDRIA                                                                         | MONOGYNIA                                     | Lauraceae                                              | Lauraceae                                             | Aniba Aubl., 1775 | idem |                                                        |                 |                       |                               |
| OCTANDRIA                                                                         | MONOGYNIA                                     | Lauraceae                                              | Lauraceae                                             | Aniba guianensis Aubl., 1775 | idem | L'ANIBE de la Guiane                                   | 126             |                       |                               |
| OCTANDRIA                                                                         | MONOGYNIA                                     | Flacourtiaceae                                         | Salicaceae                                            | Iroucana Aubl., 1775 | Casearia sect. Iroucana (Aubl.) Benth., 1841 |                                                        |                 |                       |                               |
| OCTANDRIA                                                                         | MONOGYNIA                                     | Flacourtiaceae                                         | Salicaceae                                            | Iroucana guianensis Aubl., 1775 | Casearia guianensis (Aubl.) Urb., 1902 | L'IROUCANE de la Guiane                                | 127             |                       |                               |
| OCTANDRIA                                                                         | MONOGYNIA                                     | Sapindaceae                                            | Sapindaceae                                           | Matayba Aubl., 1775 | idem |                                                        |                 |                       |                               |
| OCTANDRIA                                                                         | MONOGYNIA                                     | Sapindaceae                                            | Sapindaceae                                           | Matayba guianensis Aubl., 1775 | idem | LE MATAYBE de la Guiane                                | 128             |                       |                               |
| OCTANDRIA                                                                         | MONOGYNIA                                     | Melastomataceae                                        | Melastomataceae                                       | Rhexia villosa Aubl., 1775 | Comolia villosa (Aubl.) Triana, 1871 | LA QUADRETE à petite feuille                           | 129 - Fig. 1.   |                       |                               |
| OCTANDRIA                                                                         | MONOGYNIA                                     | Melastomataceae                                        | Melastomataceae                                       | Rhexia latifolia Aubl., 1775 | Comolia latifolia (Aubl.) Cogn., 1885 | LA QUADRETE à large feuille                            | 129 - Fig. 2.   |                       | ?                             |
| OCTANDRIA                                                                         | MONOGYNIA                                     | Rutaceae                                               | Rutaceae                                              | Amyris guianensis Aubl., 1775 | idem | -                                                      | -               | -                     |                               |
| OCTANDRIA                                                                         | MONOGYNIA                                     | Burseraceae                                            | Burseraceae                                           | Icica Aubl., 1775 | Protium sect. Icica (Aubl.) Swart, 1942 |                                                        |                 |                       |                               |
| OCTANDRIA                                                                         | MONOGYNIA                                     | Burseraceae                                            | Burseraceae                                           | Icica heptaphylla Aubl., 1775 | Protium heptaphyllum (Aubl.) Marchand, 1873 | L'ICIQUIER à ſept feuilles                             | 130             |                       | LINN-HS 672.3                 |
| OCTANDRIA                                                                         | MONOGYNIA                                     | Burseraceae                                            | Burseraceae                                           | Icica guianensis Aubl., 1775 | Protium guianense (Aubl.) Marchand, 1867 | L'ICIQUIER de la Guiane                                | 131             |                       | LINN-HS 672.5                 |
| OCTANDRIA                                                                         | MONOGYNIA                                     | Burseraceae                                            | Burseraceae                                           | Icica altissima Aubl., 1775 | Protium altissimum (Aubl.) Marchand, 1868 | L'ICIQUIER cèdre                                       | 132             |                       | ?                             |
| OCTANDRIA                                                                         | MONOGYNIA                                     | Burseraceae                                            | Burseraceae                                           | Icica aracouchini Aubl., 1775 | Protium aracouchini (Aubl.) Marchand, 1867 | L'ICIQUIER Aracouchini                                 | 133             |                       | LINN-HS 672.2.                |
| OCTANDRIA                                                                         | MONOGYNIA                                     | Burseraceae                                            | Burseraceae                                           | Icica enneandra Aubl., 1775 | Protium decandrum (Aubl.) Marchand, 1867 | L’ICIQUIER à trois feuilles                            | 134             |                       | LINN-HS 672.4.                |
| OCTANDRIA                                                                         | MONOGYNIA                                     | Burseraceae                                            | Burseraceae                                           | Icica decandra Aubl., 1775 | Protium decandrum (Aubl.) Marchand, 1867 | L'ICIQUIER Chipa                                       | 135             |                       | -                             |
| OCTANDRIA                                                                         | MONOGYNIA                                     | Sapindaceae                                            | Sapindaceae                                           | Talisia Aubl., 1775 | idem |                                                        |                 |                       |                               |
| OCTANDRIA                                                                         | MONOGYNIA                                     | Sapindaceae                                            | Sapindaceae                                           | Talisia guianensis Aubl., 1775 | idem | LE TALISIER de la Guiane                               | 136             |                       |                               |
| OCTANDRIA                                                                         | MONOGYNIA                                     | Combretaceae                                           | Combretaceae                                          | Combretum laxum Aubl., 1775 | Combretum rotundifolium Rich., 1792 | LE CHIGOMIER                                           | 137             |                       | -                             |
| OCTANDRIA                                                                         | TRIGYNIA                                      | Sapindaceae                                            | Sapindaceae                                           | Paullinia tetragona Aubl., 1775 | idem | LIANE QUARRÉE                                          | -               | -                     | -                             |
| OCTANDRIA                                                                         | TRIGYNIA                                      | Sapindaceae                                            | Sapindaceae                                           | Sapindus frutescens Aubl., 1775 | Pseudima frutescens (Aubl.) Radlk., 1878 | LE SAVONIER à gros fruit                               | 138             |                       |                               |
| OCTANDRIA                                                                         | TRIGYNIA                                      | Sapindaceae                                            | Sapindaceae                                           | Sapindus arborescens Aubl., 1775 | Matayba arborescens (Aubl.) Radlk., 1879 | LE SAVONIER à petit fruit                              | 139             |                       |                               |
| OCTANDRIA                                                                         | TRIGYNIA                                      | Sapindaceae                                            | Sapindaceae                                           | Toulicia Aubl., 1775 | idem |                                                        |                 |                       |                               |
| OCTANDRIA                                                                         | TRIGYNIA                                      | Sapindaceae                                            | Sapindaceae                                           | Toulicia guianensis Aubl., 1775 | idem | LE TOULICI de la Guiane                                | 140             |                       |                               |
| ENNEANDRIA                                                                        | MONOGYNIA                                     | Lauraceae                                              | Lauraceae                                             | Laurus globosa Aubl., 1775 | Nectandra globosa (Aubl.) Mez, 1889 | -                                                      | -               | -                     |                               |
| ENNEANDRIA                                                                        | MONOGYNIA                                     | Caesalpiniaceae                                        | Fabaceae                                              | Paloue Aubl., 1775 | idem |                                                        |                 |                       |                               |
| ENNEANDRIA                                                                        | MONOGYNIA                                     | Caesalpiniaceae                                        | Fabaceae                                              | Paloue guianensis Aubl., 1775 | idem | LE PALOUÉ de la Guiane                                 | 141             |                       | -                             |
| DECANDRIA                                                                         | MONOGYNIA                                     | Caesalpiniaceae                                        | Fabaceae                                              | Eperua Aubl., 1775 | idem |                                                        |                 |                       |                               |
| DECANDRIA                                                                         | MONOGYNIA                                     | Caesalpiniaceae                                        | Fabaceae                                              | Eperua falcata Aubl., 1775 | idem | L'EPERU de la Guiane                                   | 142             |                       | BM000952284                   |
| DECANDRIA                                                                         | MONOGYNIA                                     | Caesalpiniaceae                                        | Fabaceae                                              | Tachigali Aubl., 1775 | idem |                                                        |                 |                       |                               |
| DECANDRIA                                                                         | MONOGYNIA                                     | Caesalpiniaceae                                        | Fabaceae                                              | Tachigali paniculata Aubl., 1775 | idem | LE TACHIGALE à panicule                                | 143             |                       | BM000885813                   |
| DECANDRIA                                                                         | MONOGYNIA                                     | Caesalpiniaceae                                        | Fabaceae                                              | Tachigali trigona Aubl., 1775 | Tachigali paniculata Aubl., 1775 | LE TACHIGALE à côte triangulaire                       | -               | -                     | -                             |
| DECANDRIA                                                                         | MONOGYNIA                                     | Caesalpiniaceae                                        | Fabaceae                                              | Bauhinia outimouta Aubl., 1775 | Schnella outimouta (Aubl.) Wunderlin, 2010 | L'ATIMOUTA à feuille dorée                             | 144             |                       |                               |
| DECANDRIA                                                                         | MONOGYNIA                                     | Caesalpiniaceae                                        | Fabaceae                                              | Bauhinia guianensis Aubl., 1775 | Schnella guianensis (Aubl.) Wunderlin, 2010 | L'ATIMOUTA à petites feuilles                          | 145             |                       |                               |
| DECANDRIA                                                                         | MONOGYNIA                                     | Caesalpiniaceae                                        | Fabaceae                                              | Cassia apoucouita Aubl., 1775 | Chamaecrista apoucouita (Aubl.) H.S.Irwin & Barneby, 1982 | LE CANÉFICIER Apoucouita                               | 146             |                       |                               |
| DECANDRIA                                                                         | MONOGYNIA                                     | Caesalpiniaceae                                        | Fabaceae                                              | Apalatoa Aubl., 1775 | Crudia Schreb., 1789 |                                                        |                 |                       |                               |
| DECANDRIA                                                                         | MONOGYNIA                                     | Caesalpiniaceae                                        | Fabaceae                                              | Apalatoa spicata Aubl., 1775 | Crudia spicata (Aubl.) Schreb. ex Forsyth f., 1794 | L’APALATOA de la Guiane                                | 147             |                       | BM000826536                   |
| DECANDRIA                                                                         | MONOGYNIA                                     | Caesalpiniaceae                                        | Fabaceae                                              | Touchiroa Aubl., 1775 | Crudia Schreb., 1789 |                                                        |                 |                       |                               |
| DECANDRIA                                                                         | MONOGYNIA                                     | Caesalpiniaceae                                        | Fabaceae                                              | Touchiroa aromatica Aubl., 1775 | Crudia aromatica (Aubl.) Forsyth f., 1794 | LE TOUCHIROA aromatique                                | 148             |                       | BM000826529                   |
| DECANDRIA                                                                         | MONOGYNIA                                     | Trigoniaceae                                           | Trigoniaceae                                          | Trigonia Aubl., 1775 | idem |                                                        |                 |                       |                               |
| DECANDRIA                                                                         | MONOGYNIA                                     | Trigoniaceae                                           | Trigoniaceae                                          | Trigonia villosa Aubl., 1775 | idem | LE TRIGONIER velu                                      | 149             |                       |                               |
| DECANDRIA                                                                         | MONOGYNIA                                     | Trigoniaceae                                           | Trigoniaceae                                          | Trigonia laevis Aubl., 1775 | idem | LE TRIGONIER liſſe                                     | 150             |                       |                               |
| DECANDRIA                                                                         | MONOGYNIA                                     | Gentianaceae                                           | Gentianaceae                                          | Potalia Aubl., 1775 | idem |                                                        |                 |                       |                               |
| DECANDRIA                                                                         | MONOGYNIA                                     | Gentianaceae                                           | Gentianaceae                                          | Potalia amara Aubl., 1775 | idem | LA POTALIE amère                                       | 151             |                       | BM000952962                   |
| DECANDRIA                                                                         | MONOGYNIA                                     | Ochnaceae                                              | Ochnaceae                                             | Ouratea Aubl., 1775 | idem |                                                        |                 |                       |                               |
| DECANDRIA                                                                         | MONOGYNIA                                     | Ochnaceae                                              | Ochnaceae                                             | Ouratea guianensis Aubl., 1775 | idem | L'OURATE de la Guiane                                  | 152             |                       |                               |
| DECANDRIA                                                                         | MONOGYNIA                                     | Simaroubaceae                                          | Simaroubaceae                                         | Simaba Aubl., 1775 | idem |                                                        |                 |                       |                               |
| DECANDRIA                                                                         | MONOGYNIA                                     | Simaroubaceae                                          | Simaroubaceae                                         | Simaba guianensis Aubl., 1775 | idem | LE SIMABE de la Guiane                                 | 153             |                       | -                             |
| DECANDRIA                                                                         | MONOGYNIA                                     | Flacourtiaceae                                         | Salicaceae                                            | Samyda viridiflora Aubl., 1775 | Casearia arborea (Rich.) Urb., 1910 | -                                                      | -               | -                     |                               |
| DECANDRIA                                                                         | MONOGYNIA                                     | Melastomataceae                                        | Melastomataceae                                       | Melastoma purpurascens Aubl., 1775 | Aciotis purpurascens (Aubl.) Triana, 1871 | LE MÉLASTOME purpurin                                  | 154             |                       |                               |
| DECANDRIA                                                                         | MONOGYNIA                                     | Melastomataceae                                        | Melastomataceae                                       | Melastoma bivalve Aubl., 1775 | Noterophila bivalvis (Aubl.) Kriebel & M.J.Rocha, 2017 | LE MÉLASTOME cendré                                    | 155 – fig.a     |                       | -                             |
| DECANDRIA                                                                         | MONOGYNIA                                     | Melastomataceae                                        | Melastomataceae                                       | Melastoma trivalve Aubl., 1775 | Noterophila bivalvis (Aubl.) Kriebel & M.J.Rocha, 2017 | LE MÉLASTOME à petite feuille                          | 155 – fig.b     |                       | -                             |
| DECANDRIA                                                                         | MONOGYNIA                                     | Melastomataceae                                        | Melastomataceae                                       | Melastoma racemosa Aubl., 1775 | Miconia racemosa (Aubl.) DC., 1828 | LE MÉLASTOME à grappes                                 | 156             |                       |                               |
| DECANDRIA                                                                         | MONOGYNIA                                     | Melastomataceae                                        | Melastomataceae                                       | Melastoma rufescens Aubl., 1775 | Miconia rufescens (Aubl.) DC., 1828 | LE MÉLASTOME rouſſâtre                                 | 157             |                       | -                             |
| DECANDRIA                                                                         | MONOGYNIA                                     | Melastomataceae                                        | Melastomataceae                                       | Melastoma alata Aubl., 1775 | Miconia alata (Aubl.) DC., 1828 | LE MÉLASTOME à tige ailée                              | 158             |                       | MPU013618                     |
| DECANDRIA                                                                         | MONOGYNIA                                     | Melastomataceae                                        | Melastomataceae                                       | Melastoma levigata Aubl., 1775 | Miconia prasina (Sw.) DC., 1828 | LE MÉLASTOME à petit fruit                             | 159             |                       | -                             |
| DECANDRIA                                                                         | MONOGYNIA                                     | Melastomataceae                                        | Melastomataceae                                       | Melastoma grandiflora Aubl., 1775 | Rhynchanthera grandiflora (Aubl.) DC., 1828 | LE MÉLASTOME à grande fleur violette                   | 160             |                       | -                             |
| DECANDRIA                                                                         | MONOGYNIA                                     | Melastomataceae                                        | Melastomataceae                                       | Melastoma rubra Aubl., 1775 | Miconia rubra (Aubl.) Mabb., 2017 | LE MÉLASTOME velu                                      | 161             |                       | -                             |
| DECANDRIA                                                                         | MONOGYNIA                                     | Melastomataceae                                        | Melastomataceae                                       | Melastoma succosa Aubl., 1775 | Henriettea succosa (Aubl.) DC., 1828 | LE MÉLASTOME à fruit purpurin                          | 162             |                       |                               |
| DECANDRIA                                                                         | MONOGYNIA                                     | Melastomataceae                                        | Melastomataceae                                       | Melastoma arborescens Aubl., 1775 | Bellucia arborescens (Aubl.) Baill., 1877 | LE MÉLASTOME arbre                                     | 163             |                       | -                             |
| DECANDRIA                                                                         | MONOGYNIA                                     | Melastomataceae                                        | Melastomataceae                                       | Melastoma flavescens Aubl., 1775 | Henriettea flavescens (Aubl.) Baill., 1877 | LE MÉLASTOME jaune                                     | 164             |                       | -                             |
| DECANDRIA                                                                         | MONOGYNIA                                     | Melastomataceae                                        | Melastomataceae                                       | Melastoma spicata Aubl., 1775 | Miconia dependens (Pav. ex D. Don) Judd & Majure, 2018 | LE MÉLASTOME à épi                                     | 165             |                       |                               |
| DECANDRIA                                                                         | MONOGYNIA                                     | Melastomataceae                                        | Melastomataceae                                       | Melastoma agrestis Aubl., 1775 | Miconia agrestis (Aubl.) Baill., 1877 | LE MÉLASTOME champêtre                                 | 166             |                       |                               |
| DECANDRIA                                                                         | MONOGYNIA                                     | Melastomataceae                                        | Melastomataceae                                       | Melastoma elegans Aubl., 1775 | Miconia crenata (Vahl) Michelang., 2017 | LE MÉLASTOME élégant                                   | 167             |                       |                               |
| DECANDRIA                                                                         | MONOGYNIA                                     | Melastomataceae                                        | Melastomataceae                                       | Melastoma villosa Aubl., 1775 | Desmoscelis villosa (Aubl.) Naudin, 1849 | LE MÉLASTOME velu                                      | 168             |                       | -                             |
| DECANDRIA                                                                         | MONOGYNIA                                     | Melastomataceae                                        | Melastomataceae                                       | Melastoma aquatica Aubl., 1775 | Nepsera aquatica (Aubl.) Naudin, 1850 | LE MÉLASTOME aquatique                                 | 169             |                       | -                             |
| DECANDRIA                                                                         | MONOGYNIA                                     | Melastomataceae                                        | Melastomataceae                                       | Melastoma longifolia Aubl., 1775 | Miconia longifolia (Aubl.) DC., 1828 | LE MÉLASTOME à longue feuille                          | 170             |                       | -                             |
| DECANDRIA                                                                         | MONOGYNIA                                     | Melastomataceae                                        | Melastomataceae                                       | Melastoma parviflora Aubl., 1775 | Miconia prasina (Sw.) DC., 1828 | LE MÉLASTOME à petites fleurs                          | 171             |                       | -                             |
| DECANDRIA                                                                         | MONOGYNIA                                     | Melastomataceae                                        | Melastomataceae                                       | Melastoma scandens Aubl., 1775 | Adelobotrys scandens (Aubl.) DC., 1828 | LE MÉLASTOME grimpant                                  | 172             |                       |                               |
| DECANDRIA                                                                         | MONOGYNIA                                     | Melastomataceae                                        | Melastomataceae                                       | Melastoma cacatin Aubl., 1775 | Miconia cacatin (Aubl.) S.S.Renner, 1989 | LE MÉLASTOME Cacatin                                   | 173             |                       |                               |
| DECANDRIA                                                                         | MONOGYNIA                                     | Melastomataceae                                        | Melastomataceae                                       | Tococa Aubl., 1775 | Miconia (Ruiz & Pav., 1794 |                                                        |                 |                       |                               |
| DECANDRIA                                                                         | MONOGYNIA                                     | Melastomataceae                                        | Melastomataceae                                       | Tococa guianensis Aubl., 1775 | Miconia tococo Michelang., 2018 | LE TOCOCO de la Guiane                                 | 174             |                       |                               |
| DECANDRIA                                                                         | MONOGYNIA                                     | Melastomataceae                                        | Melastomataceae                                       | Fothergilla admirabilis Aubl., 1775 | Miconia mirabilis (Aubl.) L.O. Williams, 1963 | LE FOTHERGILLE admirable de la Guiane                  | 175             |                       | -                             |
| DECANDRIA                                                                         | MONOGYNIA                                     | Melastomataceae                                        | Melastomataceae                                       | Maieta Aubl., 1775 | Miconia (Ruiz & Pav., 1794 |                                                        |                 |                       |                               |
| DECANDRIA                                                                         | MONOGYNIA                                     | Melastomataceae                                        | Melastomataceae                                       | Maieta guianensis Aubl., 1775 | Miconia mayeta (D.Don) Michelang., 2017 | LA MAIET de la Guiane                                  | 176             |                       |                               |
| DECANDRIA                                                                         | MONOGYNIA                                     | Melastomataceae                                        | Melastomataceae                                       | Tibouchina Aubl., 1775 | idem |                                                        |                 |                       |                               |
| DECANDRIA                                                                         | MONOGYNIA                                     | Melastomataceae                                        | Melastomataceae                                       | Tibouchina aspera Aubl., 1775 | idem | LA TIBONE âpre                                         | 177             |                       |                               |
| DECANDRIA                                                                         | MONOGYNIA                                     | Combretaceae                                           | Combretaceae                                          | Tanibouca Aubl., 1775 | Terminalia sect. Rhombocarpae Engl. & Diels, 1900 |                                                        |                 |                       |                               |
| DECANDRIA                                                                         | MONOGYNIA                                     | Combretaceae                                           | Combretaceae                                          | Tanibouca guianensis Aubl., 1775 | Terminalia dichotoma G.Mey., 1818 | LE TANIBOUCIER de la Guiane                            | 178             |                       |                               |
| DECANDRIA                                                                         | MONOGYNIA                                     | Combretaceae                                           | Combretaceae                                          | Cacoucia Aubl., 1775 | Combretum sect. Cacoucia (Aubl.) Engl. & Diels, 1899 |                                                        |                 |                       |                               |
| DECANDRIA                                                                         | MONOGYNIA                                     | Combretaceae                                           | Combretaceae                                          | Cacoucia coccinea Aubl., 1775 | Combretum cacoucia Exell, 1931 | LE CACOUCIER pourpre                                   | 179             |                       | P00673949                     |
| DECANDRIA                                                                         | MONOGYNIA                                     | Melastomataceae                                        | Melastomataceae                                       | Mouriri Aubl., 1775 | idem |                                                        |                 |                       |                               |
| DECANDRIA                                                                         | MONOGYNIA                                     | Melastomataceae                                        | Melastomataceae                                       | Mouriri guianensis Aubl., 1775 | idem | LE MOURIRI de la Guiane                                | 180             |                       | -                             |
| DECANDRIA                                                                         | TRIGYNIA                                      | Malpighiaceae                                          | Malpighiaceae                                         | Malpighia altissima Aubl., 1775 | Byrsonima altissima DC., 1824 | MALPIGHIA Moureiller                                   | 181             |                       | -                             |
| DECANDRIA                                                                         | TRIGYNIA                                      | Malpighiaceae                                          | Malpighiaceae                                         | Malpighia crassifolia Aubl., 1775 | Byrsonima crassifolia (L.) Kunth, 1822 | LE MOUREILLER de montagne                              | 182             |                       | -                             |
| DECANDRIA                                                                         | TRIGYNIA                                      | Malpighiaceae                                          | Malpighiaceae                                         | Malpighia moureila Aubl., 1775 | Byrsonima crassifolia (L.) Kunth, 1822 | LE MOUREILLER des ſavanes                              | 183             |                       | -                             |
| DECANDRIA                                                                         | TRIGYNIA                                      | Malpighiaceae                                          | Malpighiaceae                                         | Malpighia verbascifolia Aubl., 1775 | Byrsonima verbascifolia (L.) DC., 1824 | LE MOUREILLER nain                                     | 184             |                       | -                             |
| DECANDRIA                                                                         | TRIGYNIA                                      | Malpighiaceae                                          | Malpighiaceae                                         | Banisteria sinemariensis Aubl., 1775 | Carolus sinemariensis (Aubl.) W.R.Anderson, 2006 | LE QUAPARIER de Sinémari                               | 185             |                       | -                             |
| DECANDRIA                                                                         | TRIGYNIA                                      | Malpighiaceae                                          | Malpighiaceae                                         | Banisteria quapara Aubl., 1775 | Hiraea quapara (Aubl.) Sprague, 1924 | LE QUAPARIER de la Guiane                              | 186             |                       | P00673676                     |
| DECANDRIA                                                                         | PENTAGYNIA                                    | Connaraceae                                            | Connaraceae                                           | Rourea Aubl., 1775 | idem |                                                        |                 |                       |                               |
| DECANDRIA                                                                         | PENTAGYNIA                                    | Connaraceae                                            | Connaraceae                                           | Rourea frutescens Aubl., 1775 | idem | LA ROURELE de la Guiane                                | 187             |                       | -                             |
| DECANDRIA                                                                         | PENTAGYNIA                                    | Anacardiaceae                                          | Anacardiaceae                                         | Tapirira Aubl., 1775 | idem |                                                        |                 |                       |                               |
| DECANDRIA                                                                         | PENTAGYNIA                                    | Anacardiaceae                                          | Anacardiaceae                                         | Tapirira guianensis Aubl., 1775 | idem | LE TAPIRIER de la Guiane                               | 188             |                       | BM000992002                   |
| DODECANDRIA                                                                       | MONOGYNIA                                     | Melastomataceae                                        | Melastomataceae                                       | Topobea Aubl., 1775 | Blakea P.Browne, 1756 |                                                        |                 |                       |                               |
| DODECANDRIA                                                                       | MONOGYNIA                                     | Melastomataceae                                        | Melastomataceae                                       | Topobea parasitica Aubl., 1775 | Blakea parasitica (Aubl.) D.Don, 1823 | LA TOPOBÉE paraſite.                                   | 189             |                       |                               |
| DODECANDRIA                                                                       | TRIGYNIA                                      | Euphorbiaceae                                          | Euphorbiaceae                                         | Euphorbia articulata Aubl., 1775 | ? | -                                                      | -               | -                     | -                             |
| DODECANDRIA                                                                       | MONOGYNIA                                     | Myrtaceae                                              | Myrtaceae                                             | Psidium grandiflorum Aubl., 1775 | Campomanesia grandiflora (Aubl.) Sagot, 1885 | LE GOYAVIER à grande fleur                             | 190             |                       |                               |
| DODECANDRIA                                                                       | MONOGYNIA                                     | Myrtaceae                                              | Myrtaceae                                             | Psidium aromaticum Aubl., 1775 | Campomanesia aromatica (Aubl.) Griseb., 1860 | LE GOYAVIER citronelle                                 | 191             |                       |                               |
| DODECANDRIA                                                                       | MONOGYNIA                                     | Lecythidaceae                                          | Lecythidaceae                                         | Pirigara Aubl., 1775 | Gustavia L., 1775 |                                                        |                 |                       |                               |
| DODECANDRIA                                                                       | MONOGYNIA                                     | Lecythidaceae                                          | Lecythidaceae                                         | Pirigara tetrapetala Aubl., 1775 | Gustavia augusta L., 1775 | LE PIRIGARE à gros fruit                               | 192             |                       | -                             |
| DODECANDRIA                                                                       | MONOGYNIA                                     | Lecythidaceae                                          | Lecythidaceae                                         | Pirigara hexapetala Aubl., 1775 | Gustavia hexapetala (Aubl.) Sm., 1819 | LE PIRIGARE à petit fruit                              | 193             |                       |                               |
| DODECANDRIA                                                                       | MONOGYNIA                                     | Quiinaceae                                             | Ochnaceae                                             | Touroulia Aubl., 1775 | idem |                                                        |                 |                       |                               |
| DODECANDRIA                                                                       | MONOGYNIA                                     | Quiinaceae                                             | Ochnaceae                                             | Touroulia guianensis Aubl., 1775 | idem | LE TOROULIER de la Guiane                              | 194             |                       | P00114408 BM000073180         |
| DODECANDRIA                                                                       | MONOGYNIA                                     | Myrtaceae                                              | Myrtaceae                                             | Eugenia montana Aubl., 1775 | Myrcia neomontana E.Lucas & C.E.Wilson, 2016 | LE JAMBOLIER des montagnes                             | 195             |                       | -                             |
| DODECANDRIA                                                                       | MONOGYNIA                                     | Myrtaceae                                              | Myrtaceae                                             | Eugenia coumete Aubl., 1775 | Myrcia coumete (Aubl.) DC., 1828 | LE JAMBOLIER coumété                                   | 196             |                       | -                             |
| DODECANDRIA                                                                       | MONOGYNIA                                     | Myrtaceae                                              | Myrtaceae                                             | Eugenia mini Aubl., 1775 | Eugenia biflora (L.) DC., 1828 | LE JAMBOLIER Mini                                      | 197             |                       |                               |
| DODECANDRIA                                                                       | MONOGYNIA                                     | Myrtaceae                                              | Myrtaceae                                             | Eugenia sinemariensis Aubl., 1775 | idem | incertae sedis LE JAMBOLIER de Sinémari                | 198             |                       |                               |
| DODECANDRIA                                                                       | MONOGYNIA                                     | Myrtaceae                                              | Myrtaceae                                             | Eugenia latifolia Aubl., 1775 | idem | LEJAMBOLIER à large feuille                            | 199             |                       |                               |
| DODECANDRIA                                                                       | MONOGYNIA                                     | Myrtaceae                                              | Myrtaceae                                             | Eugenia tomentosa Aubl., 1775 | Myrcia tomentosa (Aubl.) DC., 1828 | LE JAMBOLIER velu                                      | 200             |                       |                               |
| DODECANDRIA                                                                       | MONOGYNIA                                     | Myrtaceae                                              | Myrtaceae                                             | Eugenia guianensis Aubl., 1775 | Myrcia guianensis (Aubl.) DC., 1828 | LE JAMBOLIER de la Guiane                              | 201             |                       | -                             |
| DODECANDRIA                                                                       | MONOGYNIA                                     | Myrtaceae                                              | Myrtaceae                                             | Eugenia undulata Aubl., 1775 | idem | LE JAMBOLIER à feuille ondée                           | 202             |                       |                               |
| DODECANDRIA                                                                       | MONOGYNIA                                     | Myrtaceae                                              | Myrtaceae                                             | Eugenia arivoa Aubl., 1775 | Eugenia coffeifolia DC., 1828 | -                                                      | -               | -                     |                               |
| DODECANDRIA                                                                       | MONOGYNIA                                     | Myrtaceae                                              | Myrtaceae                                             | Eugenia brasiliana Aubl., 1775 | ? | -                                                      | -               | -                     | -                             |
| DODECANDRIA                                                                       | MONOGYNIA                                     | Myrtaceae                                              | Myrtaceae                                             | Catinga Aubl., 1775 | Eugenia sect. Umbellatae O.Berg, 1856 |                                                        |                 |                       |                               |
| DODECANDRIA                                                                       | MONOGYNIA                                     | Myrtaceae                                              | Myrtaceae                                             | Catinga moschata Aubl., 1775 | Eugenia moschata (Aubl.) Nied. ex T.Durand & B.D.Jacks., 1902 | LE CATINGUE muſqué                                     | 203 – fig.1     |                       |                               |
| DODECANDRIA                                                                       | MONOGYNIA                                     | Myrtaceae                                              | Myrtaceae                                             | Catinga aromatica Aubl., 1775 | Eugenia moschata (Aubl.) Nied. ex T.Durand & B.D.Jacks., 1902 | LE CATINGUE aromatique                                 | 203 – fig.2 & 3 |                       |                               |
| DODECANDRIA                                                                       | MONOGYNIA                                     | Myrtaceae                                              | Myrtaceae                                             | Myrtus pomifera Aubl., 1775 | Eugenia pomifera (Aubl.) Urb., 1919 | -                                                      | -               | -                     | -                             |
| DODECANDRIA                                                                       | MONOGYNIA                                     | Myrtaceae                                              | Myrtaceae                                             | Myrtus citrifolia Aubl., 1775 | Myrcia citrifolia (Aubl.) Urb., 1919 | -                                                      | -               | -                     | -                             |
| DODECANDRIA                                                                       | POLYGYNIA                                     | Chrysobalanaceae                                       | Chrysobalanaceae                                      | Parinari Aubl., 1775 | idem |                                                        |                 |                       |                               |
| DODECANDRIA                                                                       | POLYGYNIA                                     | Chrysobalanaceae                                       | Chrysobalanaceae                                      | Parinari montana Aubl., 1775 | idem | LE PARINARI à gros fruit                               | 204-205         |                       | -                             |
| DODECANDRIA                                                                       | POLYGYNIA                                     | Chrysobalanaceae                                       | Chrysobalanaceae                                      | Parinari campestris Aubl., 1775 | idem | LE PARINARI à petit fruit                              | 206             |                       |                               |
| DODECANDRIA                                                                       | POLYGYNIA                                     | Chrysobalanaceae                                       | Chrysobalanaceae                                      | Couepia Aubl., 1775 | idem |                                                        |                 |                       |                               |
| DODECANDRIA                                                                       | POLYGYNIA                                     | Chrysobalanaceae                                       | Chrysobalanaceae                                      | Couepia guianensis Aubl., 1775 | idem | LE COUEPI de la Guiane                                 | 207             |                       |                               |
| DODECANDRIA                                                                       | POLYGYNIA                                     | Chrysobalanaceae                                       | Chrysobalanaceae                                      | Moquilea Aubl., 1775 | idem |                                                        |                 |                       |                               |
| DODECANDRIA                                                                       | POLYGYNIA                                     | Chrysobalanaceae                                       | Chrysobalanaceae                                      | Moquilea guianensis Aubl., 1775 | idem | LE MOQUILIER de la Guiane                              | 208             |                       | BM000793077                   |
| DODECANDRIA                                                                       | POLYGYNIA                                     | Lythraceae                                             | Lythraceae                                            | Crenea Aubl., 1775 | Ammannia (en) |                                                        |                 |                       |                               |
| DODECANDRIA                                                                       | POLYGYNIA                                     | Lythraceae                                             | Lythraceae                                            | Crenea maritima Aubl., 1775 | Ammannia maritima (Aubl.) Graham, Inglis & Cavalcanti, 2021 | LA CRENÉE maritime                                     | 209             |                       |                               |
| DODECANDRIA                                                                       | POLYGYNIA                                     | Melastomataceae                                        | Melastomataceae                                       | Blakea quinquenervia Aubl., 1775 | Bellucia grossularioides (L.) Triana, 1871 | LE MELIER à grande fleur                               | 210             |                       |                               |
| DODECANDRIA                                                                       | POLYGYNIA                                     | Rhizophoraceae                                         | Rhizophoraceae                                        | Cassipourea Aubl., 1775 | idem |                                                        |                 |                       |                               |
| DODECANDRIA                                                                       | POLYGYNIA                                     | Rhizophoraceae                                         | Rhizophoraceae                                        | Cassipourea guianensis Aubl., 1775 | idem | LE CASSIPOURIER de la Guiane                           | 211             |                       |                               |
| POLYANDRIA                                                                        | MONOGYNIA                                     | Elaeocarpaceae                                         | Elaeocarpaceae                                        | Sloanea sinemariensis Aubl., 1775 | idem | LE QUAPALIER à petit fruit                             | 212             |                       |                               |
| POLYANDRIA                                                                        | MONOGYNIA                                     | Elaeocarpaceae                                         | Elaeocarpaceae                                        | Sloanea plumerii Aubl., 1775 erreur d'identification (mentionné en Guyane par erreur)                                                                                     | Sloanea dentata L., 1753 erreur d'identification (mentionné en Guyane par erreur) | LE QUAPALIER à gros fruit                              | -               | -                     | -                             |
| POLYANDRIA                                                                        | MONOGYNIA                                     | Tiliaceae                                              | Malvaceae                                             | Apeiba Aubl., 1775 | idem |                                                        |                 |                       |                               |
| POLYANDRIA                                                                        | MONOGYNIA                                     | Tiliaceae                                              | Malvaceae                                             | Apeiba tibourbou Aubl., 1775 | idem | L'APEIBA Tibourbou                                     | 213             |                       | BM000795154                   |
| POLYANDRIA                                                                        | MONOGYNIA                                     | Tiliaceae                                              | Malvaceae                                             | Apeiba glabra Aubl., 1775 | idem | L'APEIBA glabre                                        | 214             |                       |                               |
| POLYANDRIA                                                                        | MONOGYNIA                                     | Tiliaceae                                              | Malvaceae                                             | Apeiba petoumo Aubl., 1775 | idem | L'APEIBA Petoumo                                       | 215             |                       |                               |
| POLYANDRIA                                                                        | MONOGYNIA                                     | Tiliaceae                                              | Malvaceae                                             | Apeiba aspera Aubl., 1775 | Apeiba glabra Aubl., 1775 | L'APEIBA à rape                                        | 216             |                       |                               |
| POLYANDRIA                                                                        | MONOGYNIA                                     | Flacourtiaceae                                         | Salicaceae                                            | Banara Aubl., 1775 | idem |                                                        |                 |                       |                               |
| POLYANDRIA                                                                        | MONOGYNIA                                     | Flacourtiaceae                                         | Salicaceae                                            | Banara guianensis Aubl., 1775 | idem | LE BANARE de la Guiane                                 | 217             |                       | P00672058                     |
| POLYANDRIA                                                                        | MONOGYNIA                                     | Fabaceae                                               | Fabaceae                                              | Tounatea Aubl., 1775 | Swartzia Schreb., 1791 |                                                        |                 |                       |                               |
| POLYANDRIA                                                                        | MONOGYNIA                                     | Fabaceae                                               | Fabaceae                                              | Tounatea guianensis Aubl., 1775 | Swartzia guianensis (Aubl.) Urb., 1908 | LE TOUNATE de la Guiane                                | 218             |                       | BM000952077                   |
| POLYANDRIA                                                                        | MONOGYNIA                                     | Dilleniaceae                                           | Dilleniaceae                                          | Soramia Aubl., 1775 | Doliocarpus Schreb., 1791 |                                                        |                 |                       |                               |
| POLYANDRIA                                                                        | MONOGYNIA                                     | Dilleniaceae                                           | Dilleniaceae                                          | Soramia guianensis Aubl., 1775 | Doliocarpus guianensis (Aubl.) Gilg, 1893 | LA SORAMIE de la Guiane                                | 219             |                       |                               |
| POLYANDRIA                                                                        | MONOGYNIA                                     | Marcgraviaceae                                         | Marcgraviaceae                                        | Norantea Aubl., 1775 | idem |                                                        |                 |                       |                               |
| POLYANDRIA                                                                        | MONOGYNIA                                     | Marcgraviaceae                                         | Marcgraviaceae                                        | Norantea guianensis Aubl., 1775 | idem | LE NORANTE de la Guiane                                | 220             |                       |                               |
| POLYANDRIA                                                                        | MONOGYNIA                                     | Dilleniaceae                                           | Dilleniaceae                                          | Calinea Aubl., 1775 | Doliocarpus Rol., 1756 |                                                        |                 |                       |                               |
| POLYANDRIA                                                                        | MONOGYNIA                                     | Dilleniaceae                                           | Dilleniaceae                                          | Calinea scandens Aubl., 1775 | Doliocarpus spraguei Cheesman, 1947 | LE CALINIER                                            | 221             |                       |                               |
| POLYANDRIA                                                                        | MONOGYNIA                                     | Clusiaceae                                             | Calophyllaceae                                        | Mahurea Aubl., 1775 | idem |                                                        |                 |                       |                               |
| POLYANDRIA                                                                        | MONOGYNIA                                     | Clusiaceae                                             | Calophyllaceae                                        | Mahurea palustris Aubl., 1775 | idem | LE MAHURI aquatique                                    | 222             |                       |                               |
| POLYANDRIA                                                                        | MONOGYNIA                                     | Clusiaceae                                             | Calophyllaceae                                        | Caraipa Aubl., 1775 | idem |                                                        |                 |                       |                               |
| POLYANDRIA                                                                        | MONOGYNIA                                     | Clusiaceae                                             | Calophyllaceae                                        | Caraipa parvifolia Aubl., 1775 | idem | LE CARAIPÉ à petite feuille                            | 223 – fig.1     |                       |                               |
| POLYANDRIA                                                                        | MONOGYNIA                                     | Chrysobalanaceae                                       | Chrysobalanaceae                                      | Caraipa longifolia Aubl., 1775 | Licania alba (Bernoulli) Cuatrec., 1964 | LE CARAIPÉ à longue feuille                            | 223 – fig.2     |                       |                               |
| POLYANDRIA                                                                        | MONOGYNIA                                     | Chrysobalanaceae                                       | Chrysobalanaceae                                      | Caraipa latifolia Aubl., 1775 | Licania membranacea Sagot ex Laness., 1886 | LE CARAIPÉ à large feuille                             | 224 – fig.3     |                       |                               |
| POLYANDRIA                                                                        | MONOGYNIA                                     | Chrysobalanaceae                                       | Chrysobalanaceae                                      | Caraipa angustifolia Aubl., 1775 | Couepia caryophylloides Benoist, 1922 | LE CARAIPÉ à feuille étroite                           | 224 – fig.4     |                       | -                             |
| POLYANDRIA                                                                        | MONOGYNIA                                     | Humiriaceae                                            | Humiriaceae                                           | Houmiri Aubl., 1775 | Humiria Aubl., 1775 |                                                        |                 |                       |                               |
| POLYANDRIA                                                                        | MONOGYNIA                                     | Humiriaceae                                            | Humiriaceae                                           | Houmiri balsamifera Aubl., 1775 | Humiria balsamifera Aubl., 1775 | LE HOUMIRI Baumier                                     | 225             |                       |                               |
| POLYANDRIA                                                                        | MONOGYNIA                                     | Symplocaceae                                           | Symplocaceae                                          | Ciponima Aubl., 1775 | Symplocos Jacq., 1760 |                                                        |                 |                       |                               |
| POLYANDRIA                                                                        | MONOGYNIA                                     | Symplocaceae                                           | Symplocaceae                                          | Ciponima guianensis Aubl., 1775 | Symplocos guianensis (Aubl.) Gürke, 1891 | LA CIPONE de la Guiane                                 | 226             |                       | BM000952678                   |
| POLYANDRIA                                                                        | MONOGYNIA                                     | Theaceae                                               | Pentaphylacaceae                                      | Taonabo Aubl., 1775 | Ternstroemia Mutis ex L. f., 1781 |                                                        |                 |                       |                               |
| POLYANDRIA                                                                        | MONOGYNIA                                     | Theaceae                                               | Pentaphylacaceae                                      | Taonabo dentata Aubl., 1775 | Ternstroemia dentata (Aubl.) Sw., 1788 | LE TAONABE dentelé                                     | 227             |                       |                               |
| POLYANDRIA                                                                        | MONOGYNIA                                     | Theaceae                                               | Pentaphylacaceae                                      | Taonabo punctata Aubl., 1775 | Ternstroemia punctata (Aubl.) Sw., 1788 | LE TAONABE pointillé                                   | 228             |                       |                               |
| POLYANDRIA                                                                        | MONOGYNIA                                     | Humiriaceae                                            | Humiriaceae                                           | Vantanea Aubl., 1775 | idem |                                                        |                 |                       |                               |
| POLYANDRIA                                                                        | MONOGYNIA                                     | Humiriaceae                                            | Humiriaceae                                           | Vantanea guianensis Aubl., 1775 | idem | LE VANTANE de la Guiane                                | 229             |                       |                               |
| POLYANDRIA                                                                        | MONOGYNIA                                     | Hippocrateaceae                                        | Celastraceae                                          | Singana Aubl., 1775 | idem |                                                        |                 |                       |                               |
| POLYANDRIA                                                                        | MONOGYNIA                                     | Hippocrateaceae                                        | Celastraceae                                          | Singana guianensis Aubl., 1775 | idem | LA SINGANE de la Guiane                                | 230             |                       | BM000884768                   |
| POLYANDRIA                                                                        | MONOGYNIA                                     | Ebenaceae                                              | Ebenaceae                                             | Paralea Aubl., 1775 | Diospyros L., 1753 |                                                        |                 |                       |                               |
| POLYANDRIA                                                                        | MONOGYNIA                                     | Ebenaceae                                              | Ebenaceae                                             | Paralea guianensis Aubl., 1775 | Diospyros guianensis (Aubl.) Gürke, 1891 | LE PARALA de la Guiane                                 | 231             |                       |                               |
| POLYANDRIA                                                                        | DIGYNIA                                       | Podostemaceae                                          | Podostemaceae                                         | Mourera Aubl., 1775 | idem |                                                        |                 |                       |                               |
| POLYANDRIA                                                                        | DIGYNIA                                       | Podostemaceae                                          | Podostemaceae                                         | Mourera fluviatilis Aubl., 1775 | idem | LE MOURERE                                             | 233             |                       |                               |
| POLYANDRIA                                                                        | DIGYNIA                                       | Elaeocarpaceae                                         | Elaeocarpaceae                                        | Ablania Aubl., 1775 | Sloanea L., 1753 |                                                        |                 |                       |                               |
| POLYANDRIA                                                                        | DIGYNIA                                       | Elaeocarpaceae                                         | Elaeocarpaceae                                        | Ablania guianensis Aubl., 1775 | Sloanea guianensis (Aubl.) Benth., 1861 | L'ABLANIER de la Guiane                                | 234             |                       |                               |
| POLYANDRIA                                                                        | TRIGYNIA                                      | Sapindaceae                                            | Sapindaceae                                           | Enourea Aubl., 1775 | Paullinia L., 1753 |                                                        |                 |                       |                               |
| POLYANDRIA                                                                        | TRIGYNIA                                      | Sapindaceae                                            | Sapindaceae                                           | Enourea capreolata Aubl., 1775 | Paullinia capreolata (Aubl.) Radlk., 1875 | L'ÉNOUROU                                              | 235             |                       |                               |
| POLYANDRIA                                                                        | TRIGYNIA                                      | Flacourtiaceae                                         | Salicaceae                                            | Racoubea Aubl., 1775 | Homalium L., 1753 |                                                        |                 |                       |                               |
| POLYANDRIA                                                                        | TRIGYNIA                                      | Flacourtiaceae                                         | Salicaceae                                            | Racoubea guianensis Aubl., 1775 | Homalium guianense (Aubl.) Oken, 1841 | LE RACOUBE de la Guiane                                | 236             |                       |                               |
| POLYANDRIA                                                                        | TRIGYNIA                                      | Flacourtiaceae                                         | Salicaceae                                            | Napimoga Aubl., 1775 | Homalium L., 1753 |                                                        |                 |                       |                               |
| POLYANDRIA                                                                        | TRIGYNIA                                      | Flacourtiaceae                                         | Salicaceae                                            | Napimoga guianensis Aubl., 1775 | Homalium guianense (Aubl.) Oken, 1841 | LE NAPIMOGAL de la Guiane                              | 237             |                       | -                             |
| POLYANDRIA                                                                        | TETRAGYNIA                                    | Caryocaraceae                                          | Caryocaraceae                                         | Pekea Aubl., 1775 | Caryocar F.Allam., 1771 |                                                        |                 |                       | P00671710 P00671711 P00671713 |
| POLYANDRIA                                                                        | TETRAGYNIA                                    | Caryocaraceae                                          | Caryocaraceae                                         | Pekea butirosa Aubl., 1775 | Caryocar villosum (Aubl.) Pers., 1806 | LE PEKEA butireux                                      | 238             |                       | -                             |
| POLYANDRIA                                                                        | TETRAGYNIA                                    | Caryocaraceae                                          | Caryocaraceae                                         | Pekea tuberculosa Aubl., 1775 | Caryocar nuciferum F.Allam., 1771 | LE PEKEA Tata-youba                                    | 239             |                       |                               |
| POLYANDRIA                                                                        | TETRAGYNIA                                    | Caryocaraceae                                          | Caryocaraceae                                         | Saouari Aubl., 1775 | Caryocar F.Allam., 1771 |                                                        |                 |                       |                               |
| POLYANDRIA                                                                        | TETRAGYNIA                                    | Caryocaraceae                                          | Caryocaraceae                                         | Saouari glabra Aubl., 1775 | Caryocar glabrum (Aubl.) Pers., 1806 | LE SAOUARI à feuilles liſſes                           | 240             |                       | -                             |
| POLYANDRIA                                                                        | TETRAGYNIA                                    | Caryocaraceae                                          | Caryocaraceae                                         | Saouari villosa Aubl., 1775 | Caryocar villosum (Aubl.) Pers., 1806 | LE SAOUARI velu                                        | 241             |                       | -                             |
| POLYANDRIA                                                                        | POLYGYNIA                                     | Annonaceae                                             | Annonaceae                                            | Xylopia frutescens Aubl., 1775 | idem | LE JEJERECOU                                           | 242             |                       |                               |
| POLYANDRIA                                                                        | POLYGYNIA                                     | Annonaceae                                             | Annonaceae                                            | Waria Aubl., 1775 | Uvaria L., 1753 |                                                        |                 |                       |                               |
| POLYANDRIA                                                                        | POLYGYNIA                                     | Annonaceae                                             | Annonaceae                                            | Waria zeylanica Aubl., 1775 (≠ Uvaria zeylanica L., 1753 erreur d'identification (mentionné en Guyane par erreur))                                                        | Xylopia nitida Dunal, 1817 | LA MANIGUETTE                                          | 243             |                       | -                             |
| POLYANDRIA                                                                        | POLYGYNIA                                     | Annonaceae                                             | Annonaceae                                            | Cananga Aubl., 1775 | Guatteria Ruiz & Pav., 1794 |                                                        |                 |                       |                               |
| POLYANDRIA                                                                        | POLYGYNIA                                     | Annonaceae                                             | Annonaceae                                            | Cananga ouregou Aubl., 1775 | Guatteria ouregou (Aubl.) Dunal, 1817 | L'OUREGOU                                              | 244             |                       | -                             |
| POLYANDRIA                                                                        | POLYGYNIA                                     | Annonaceae                                             | Annonaceae                                            | Aberemoa Aubl., 1775 | Guatteria Ruiz & Pav., 1794 |                                                        |                 |                       |                               |
| POLYANDRIA                                                                        | POLYGYNIA                                     | Annonaceae                                             | Annonaceae                                            | Aberemoa guianensis Aubl., 1775 | Guatteria guianensis (Aubl.) R.E.Fr., 1939 | L'ABÉRÉME de la Guiane                                 | 245             |                       | BM000547286                   |
| POLYANDRIA                                                                        | POLYGYNIA                                     | Annonaceae                                             | Annonaceae                                            | Annona paludosa Aubl., 1775 | idem | LE COROSSOL sauvage                                    | 246             |                       | -                             |
| POLYANDRIA                                                                        | POLYGYNIA                                     | Annonaceae                                             | Annonaceae                                            | Annona punctata Aubl., 1775 | Guatteria punctata (Aubl.) R.A.Howard, 1983 | LE COROSSOL Pinaou                                     | 247             |                       | BM000547301                   |
| POLYANDRIA                                                                        | POLYGYNIA                                     | Annonaceae                                             | Annonaceae                                            | Annona longifolia Aubl., 1775 | Fusaea longifolia (Aubl.) Saff., 1914 | LE COROSSOL Pinaioua                                   | 248             |                       |                               |
| POLYANDRIA                                                                        | POLYGYNIA                                     | Annonaceae                                             | Annonaceae                                            | Annona ambotay Aubl., 1775 | idem | LE COROSSOL Ambotay                                    | 249             |                       | -                             |
| POLYANDRIA                                                                        | POLYGYNIA                                     | Menispermaceae                                         | Menispermaceae                                        | Abuta Aubl., 1775 | idem |                                                        |                 |                       |                               |
| POLYANDRIA                                                                        | POLYGYNIA                                     | Menispermaceae                                         | Menispermaceae                                        | Abuta rufescens Aubl., 1775 | idem | LE PAREIRA BRAVA                                       | 250             |                       |                               |
| POLYANDRIA                                                                        | POLYGYNIA                                     | Aristolochiaceae                                       | Aristolochiaceae                                      | Abuta amara Aubl., 1775 | Aristolochia amara (Aubl.) Poncy, 1989 | LE PAREIRA BRAVA jaune                                 | 251             |                       | -                             |
| DIDYNAMIA                                                                         | GYMNOSPERMIA                                  | Lamiaceae                                              | Lamiaceae                                             | Nepeta americana Aubl., 1775 | Cantinoa americana (Aubl.) Harley & J.F.B.Pastore, 2012 | -                                                      | -               | -                     | -                             |
| DIDYNAMIA                                                                         | ANGIOSPERMIA                                  | Verbenaceae                                            | Lamiaceae                                             | Taligalea Aubl., 1775 | Amasonia L. f., 1781 |                                                        |                 |                       |                               |
| DIDYNAMIA                                                                         | ANGIOSPERMIA                                  | Verbenaceae                                            | Lamiaceae                                             | Taligalea campestris Aubl., 1775 | Amasonia campestris (Aubl.) Moldenke, 1934 | LE TALIGALE                                            | 252             |                       | MPU012956                     |
| DIDYNAMIA                                                                         | ANGIOSPERMIA                                  | Scrophulariaceae                                       | Orobanchaceae                                         | Piripea Aubl., 1775 | Buchnera L., 1753 |                                                        |                 |                       |                               |
| DIDYNAMIA                                                                         | ANGIOSPERMIA                                  | Scrophulariaceae                                       | Orobanchaceae                                         | Piripea palustris Aubl., 1775 | Buchnera palustris (Aubl.) Spreng., 1825 | LA PIRIPE aquatique                                    | 253             |                       | -                             |
| DIDYNAMIA                                                                         | ANGIOSPERMIA                                  | Bignoniaceae                                           | Bignoniaceae                                          | Besleria violacea Aubl., 1775 | Schlegelia violacea (Aubl.) Griseb., 1862 | LA BESLERE violette                                    | 254             |                       | -                             |
| DIDYNAMIA                                                                         | ANGIOSPERMIA                                  | ?                                                      | ?                                                     | Besleria coerulea Aubl., 1775 | ? | LA BESLERE bleue                                       | -               | -                     | -                             |
| DIDYNAMIA                                                                         | ANGIOSPERMIA                                  | Gesneriaceae                                           | Gesneriaceae                                          | Besleria coccinea Aubl., 1775 | Drymonia coccinea (Aubl.) Wiehler, 1973 | LA BESLERE rouge                                       | 255             |                       |                               |
| DIDYNAMIA                                                                         | ANGIOSPERMIA                                  | Gesneriaceae                                           | Gesneriaceae                                          | Besleria incarnata Aubl., 1775 | Sinningia incarnata (Aubl.) D.L.Denham, 1974 | LA BESLERE incarnate                                   | 256             |                       |                               |
| DIDYNAMIA                                                                         | ANGIOSPERMIA                                  | Loganiaceae                                            | Loganiaceae                                           | Montira Aubl., 1775 | Spigelia L., 1753 |                                                        |                 |                       |                               |
| DIDYNAMIA                                                                         | ANGIOSPERMIA                                  | Loganiaceae                                            | Loganiaceae                                           | Montira guianensis Aubl., 1775 | Spigelia guianensis (Aubl.) Lemée, 1954 | LE MONTI de la Guiane                                  | 257             |                       | -                             |
| DIDYNAMIA                                                                         | ANGIOSPERMIA                                  | Scrophulariaceae                                       | Plantaginaceae                                        | Conobea Aubl., 1775 | idem |                                                        |                 |                       |                               |
| DIDYNAMIA                                                                         | ANGIOSPERMIA                                  | Scrophulariaceae                                       | Plantaginaceae                                        | Conobea aquatica Aubl., 1775 | idem | LA CONOBE aquatique                                    | 258             |                       | BM000953384                   |
| DIDYNAMIA                                                                         | ANGIOSPERMIA                                  | Scrophulariaceae                                       | Plantaginaceae                                        | Matourea Aubl., 1775 | idem |                                                        |                 |                       |                               |
| DIDYNAMIA                                                                         | ANGIOSPERMIA                                  | Scrophulariaceae                                       | Plantaginaceae                                        | Matourea pratensis Aubl., 1775 | idem | LA MATOURI des prés                                    | 259             |                       | -                             |
| DIDYNAMIA                                                                         | ANGIOSPERMIA                                  | Bignoniaceae                                           | Bignoniaceae                                          | Bignonia kereré Aubl., 1775 | Pachyptera kerere (Aubl.) Sandwith, 1937 | LA BIGNONE Keréré                                      | 260             |                       |                               |
| DIDYNAMIA                                                                         | ANGIOSPERMIA                                  | Bignoniaceae                                           | Bignoniaceae                                          | Bignonia incarnata Aubl., 1775 | Pachyptera incarnata (Aubl.) J.N.C.Franc. & L.G.Lohmann, 2018 | LA BIGNONE incarnate                                   | 261-262         |                       | -                             |
| DIDYNAMIA                                                                         | ANGIOSPERMIA                                  | Bignoniaceae                                           | Bignoniaceae                                          | Bignonia echinata Aubl., 1775 | Amphilophium crucigerum (L.) L.G.Lohmann, 2008 | LA BIGNONE à rape                                      | 263-264         |                       | -                             |
| DIDYNAMIA                                                                         | ANGIOSPERMIA                                  | Bignoniaceae                                           | Bignoniaceae                                          | Bignonia copaia Aubl., 1775 | Jacaranda copaia (Aubl.) D.Don, 1823 | LA BIGNONE Copaia                                      | 265-262 fig.1   |                       | P00320334                     |
| DIDYNAMIA                                                                         | ANGIOSPERMIA                                  | Bignoniaceae                                           | Bignoniaceae                                          | Bignonia alba Aubl., 1775 | Adenocalymma album (Aubl.) L.G.Lohmann, 2014 | LA BIGNONE blanche                                     | 266             |                       | -                             |
| DIDYNAMIA                                                                         | ANGIOSPERMIA                                  | Bignoniaceae                                           | Bignoniaceae                                          | Bignonia fluviatilis Aubl., 1775 | Tabebuia fluviatilis (Aubl.) DC., 1845 | LA BIGNONE aquatique                                   | 267             |                       | -                             |
| DIDYNAMIA                                                                         | ANGIOSPERMIA                                  | Bignoniaceae                                           | Bignoniaceae                                          | Bignonia unguis cati Aubl., 1775 | Macfadyena unguis-cati (L.) A.H. Gentry , 1973 | -                                                      | -               | -                     | -                             |
| DIDYNAMIA                                                                         | ANGIOSPERMIA                                  | Bignoniaceae                                           | Bignoniaceae                                          | Bignonia aequinoctialis Aubl., 1775 | Cydista aequinoctialis (L.) Miers, 1863 | -                                                      | -               | -                     | -                             |
| DIDYNAMIA                                                                         | ANGIOSPERMIA                                  | Bignoniaceae                                           | Bignoniaceae                                          | Bignonia paniculata Aubl., 1775 | Amphilophium paniculatum (L.) Kunth, 1818 | -                                                      | -               | -                     | -                             |
| DIDYNAMIA                                                                         | ANGIOSPERMIA                                  | Bignoniaceae                                           | Bignoniaceae                                          | Bignonia crucigera Aubl., 1775 | Pithecoctenium crucigerum (L.) A.H. Gentry, 1975 | -                                                      | -               | -                     | -                             |
| DIDYNAMIA                                                                         | ANGIOSPERMIA                                  | Bignoniaceae                                           | Bignoniaceae                                          | Bignonia pubescens Aubl., 1775 | Arrabidaea pubescens (L.) A.H. Gentry, 1973 | -                                                      | -               | -                     | -                             |
| DIDYNAMIA                                                                         | ANGIOSPERMIA                                  | Bignoniaceae                                           | Bignoniaceae                                          | Bignonia leucoxylon Aubl., 1775 | Sparattosperma leucanthum (Vell.) K. Schum., 1894 | -                                                      | -               | -                     | P00675536                     |
| DIDYNAMIA                                                                         | ANGIOSPERMIA                                  | Bignoniaceae                                           | Bignoniaceae                                          | Bignonia peruviana Aubl., 1775 | ? | -                                                      | -               | -                     |                               |
| DIDYNAMIA                                                                         | ANGIOSPERMIA                                  | Bignoniaceae                                           | Bignoniaceae                                          | Bignonia scandens Aubl., 1775 | Bignonia alliacea Lam., 1785 | -                                                      | -               | -                     | P00307451                     |
| DIDYNAMIA                                                                         | ANGIOSPERMIA                                  | Verbenaceae                                            | Verbenaceae                                           | Tamonea Aubl., 1775 | idem |                                                        |                 |                       |                               |
| DIDYNAMIA                                                                         | ANGIOSPERMIA                                  | Verbenaceae                                            | Verbenaceae                                           | Tamonea spicata Aubl., 1775 | idem | LA TAMONE de la Guiane                                 | 268             |                       | MPU012954                     |
| DIDYNAMIA                                                                         | ANGIOSPERMIA                                  | Rutaceae                                               | Rutaceae                                              | Galipea Aubl., 1775 | idem |                                                        |                 |                       |                               |
| DIDYNAMIA                                                                         | ANGIOSPERMIA                                  | Rutaceae                                               | Rutaceae                                              | Galipea trifoliata Aubl., 1775 | idem | LE GALIPIER de la Guiane                               | 269             |                       | BM000630633                   |
| DIDYNAMIA                                                                         | ANGIOSPERMIA                                  | Acanthaceae                                            | Acanthaceae                                           | Ruellia rubra Aubl., 1775 | idem | LA RUELLE rouge                                        | 270             |                       |                               |
| DIDYNAMIA                                                                         | ANGIOSPERMIA                                  | Acanthaceae                                            | Acanthaceae                                           | Ruellia violacea Aubl., 1775 | idem | LA RUELLE violette                                     | 271             |                       |                               |
| DIDYNAMIA                                                                         | ANGIOSPERMIA                                  | Rutaceae                                               | Rutaceae                                              | Raputia Aubl., 1775 | idem |                                                        |                 |                       |                               |
| DIDYNAMIA                                                                         | ANGIOSPERMIA                                  | Rutaceae                                               | Rutaceae                                              | Raputia aromatica Aubl., 1775 | idem | LE RAPUTIER aromatique                                 | 272             |                       |                               |
| TETRADYNAMIA                                                                      | SILIQUOSA                                     | Capparaceae                                            | Cleomaceae                                            | Cleome guianensis Aubl., 1775 | Physostemon guianense (Aubl.) Malme, 1898 | LE MOSAMPÉ maritime                                    | 273             |                       | P00671647                     |
| TETRADYNAMIA                                                                      | SILIQUOSA                                     | Capparaceae                                            | Cleomaceae                                            | Cleome frutescens Aubl., 1775 NB : espèce exotique à la Guyane, introduite et éteinte en Guyane.                                                                          | Melidiscus giganteus (L.) Raf., 1838 NB : espèce exotique à la Guyane, introduite et éteinte en Guyane.                                                                                   | -                                                      | -               | -                     | -                             |
| MONADELPHIA                                                                       | PENTANDRIA                                    | Polygalaceae                                           | Polygalaceae                                          | Moutabea Aubl., 1775 | idem |                                                        |                 |                       |                               |
| MONADELPHIA                                                                       | PENTANDRIA                                    | Polygalaceae                                           | Polygalaceae                                          | Moutabea guianensis Aubl., 1775 | idem | LE MOUTABIÉ de la Guiane                               | 274             |                       |                               |
| MONADELPHIA                                                                       | PENTANDRIA                                    | Sterculiaceae                                          | Malvaceae                                             | Cacao guianensis Aubl., 1775 | Theobroma velutinum Benoist, 1921 | LE CACAOIER anguleux                                   | 275             |                       |                               |
| MONADELPHIA                                                                       | PENTANDRIA                                    | Sterculiaceae                                          | Malvaceae                                             | Cacao sylvestris Aubl., 1775 | Theobroma subincanum Mart., 1830 | LE CACAOIER ſauvage                                    | 276             |                       |                               |
| MONADELPHIA                                                                       | PENTANDRIA                                    | Sterculiaceae                                          | Malvaceae                                             | Cacao sativa Aubl., 1775 | Theobroma cacao L., 1753 | LE CACAOIER cultivé                                    | -               | -                     | -                             |
| MONADELPHIA                                                                       | PENTANDRIA                                    | Rutaceae                                               | Rutaceae                                              | Ticorea Aubl., 1775 | idem |                                                        |                 |                       |                               |
| MONADELPHIA                                                                       | PENTANDRIA                                    | Rutaceae                                               | Rutaceae                                              | Ticorea foetida Aubl., 1775 | idem | LE TICORE de la Guiane                                 | 277             |                       |                               |
| MONADELPHIA                                                                       | ENNEANDRIA                                    | Bombacaceae                                            | Malvaceae                                             | Quararibea Aubl., 1775 | idem |                                                        |                 |                       |                               |
| MONADELPHIA                                                                       | ENNEANDRIA                                    | Bombacaceae                                            | Malvaceae                                             | Quararibea guianensis Aubl., 1775 | idem | LA QUARARIBE de la Guiane                              | 278             |                       | -                             |
| MONADELPHIA                                                                       | DECANDRIA                                     | Sterculiaceae                                          | Malvaceae                                             | Ivira Aubl., 1775 | Sterculia L., 1753 |                                                        |                 |                       |                               |
| MONADELPHIA                                                                       | DECANDRIA                                     | Sterculiaceae                                          | Malvaceae                                             | Ivira pruriens Aubl., 1775 | Sterculia pruriens (Aubl.) K.Schum., 1886 | LE TOUROUTIER de la Guiane                             | 279             |                       |                               |
| MONADELPHIA                                                                       | DODECANDRIA                                   | Chrysobalanaceae                                       | Chrysobalanaceae                                      | Acioa Aubl., 1775 | idem |                                                        |                 |                       |                               |
| MONADELPHIA                                                                       | DODECANDRIA                                   | Chrysobalanaceae                                       | Chrysobalanaceae                                      | Acioa guianensis Aubl., 1775 | idem | LE coupi de la Guiane                                  | 280             |                       |                               |
| MONADELPHIA                                                                       | POLYANDRIA                                    | Bombacaceae                                            | Malvaceae                                             | Bombax globosa Aubl., 1775 | Eriotheca globosa (Aubl.) A. Robyns, 1963 | FROMAGER à fruit rond                                  | 281             |                       | P00671978                     |
| MONADELPHIA                                                                       | POLYANDRIA                                    | Malvaceae                                              | Malvaceae                                             | Hibiscus trilobus Aubl., 1775 erreur d'identification (mentionné en Guyane par erreur)                                                                                    | idem | -                                                      | -               | -                     | -                             |
| MONADELPHIA                                                                       | POLYANDRIA                                    | Malvaceae                                              | Malvaceae                                             | Hibiscus guianensis Aubl., 1775 | Pavonia fruticosa (Mill.) Fawc. & Rendle, 1926 | -                                                      | -               | -                     | -                             |
| MONADELPHIA                                                                       | POLYANDRIA                                    | Lecythidaceae                                          | Lecythidaceae                                         | Couroupita Aubl., 1775 | idem |                                                        |                 |                       |                               |
| MONADELPHIA                                                                       | POLYANDRIA                                    | Lecythidaceae                                          | Lecythidaceae                                         | Couroupita guianensis Aubl., 1775 | idem | LE COUROUPITE de la Guiane                             | 282             |                       |                               |
| MONADELPHIA                                                                       | POLYANDRIA                                    | Lecythidaceae                                          | Lecythidaceae                                         | Lecythis grandiflora Aubl., 1775 | Eschweilera grandiflora (Aubl.) Sandwith, 1955 | LE QUATELÉ à grande fleur                              | 283-284-285     |                       | MPU015299                     |
| MONADELPHIA                                                                       | POLYANDRIA                                    | Lecythidaceae                                          | Lecythidaceae                                         | Lecythis amara Aubl., 1775 | Lecythis idatimon Aubl., 1775 | LE QUATELÉ amer                                        | 285-286         |                       |                               |
| MONADELPHIA                                                                       | POLYANDRIA                                    | Lecythidaceae                                          | Lecythidaceae                                         | Lecythis parviflora Aubl., 1775 | Eschweilera parviflora (Aubl.) Miers, 1874 | LE QUATELÉ à petite fleur jaune                        | 287             |                       |                               |
| MONADELPHIA                                                                       | POLYANDRIA                                    | Lecythidaceae                                          | Lecythidaceae                                         | Lecythis zabucajo Aubl., 1775 | idem | LE QUATELÉ Zabucaïe                                    | 288-284-285     |                       |                               |
| MONADELPHIA                                                                       | POLYANDRIA                                    | Lecythidaceae                                          | Lecythidaceae                                         | Lecythis idatimon Aubl., 1775 | idem | -                                                      | -               | -                     |                               |
| MONADELPHIA                                                                       | POLYANDRIA                                    | Lecythidaceae                                          | Lecythidaceae                                         | Lecythis lutea Aubl., 1775 | Lecythis idatimon Aubl., 1775 | LE QUATELÉ Idatimon                                    | 289             |                       | -                             |
| MONADELPHIA                                                                       | POLYANDRIA                                    | Lecythidaceae                                          | Lecythidaceae                                         | Couratari Aubl., 1775 | idem |                                                        |                 |                       |                               |
| MONADELPHIA                                                                       | POLYANDRIA                                    | Lecythidaceae                                          | Lecythidaceae                                         | Couratari guianensis Aubl., 1775 | idem | LE COURATARI de la Guiane                              | 290             |                       |                               |
| MONADELPHIA                                                                       | POLYANDRIA                                    | Bombacaceae                                            | Malvaceae                                             | Pachira Aubl., 1775 | idem |                                                        |                 |                       |                               |
| MONADELPHIA                                                                       | POLYANDRIA                                    | Bombacaceae                                            | Malvaceae                                             | Pachira aquatica Aubl., 1775 | idem | LE PACHIRIER aquatique                                 | 291-292         |                       |                               |
| DIADELPHIA                                                                        | OCTANDRIA                                     | Polygalaceae                                           | Polygalaceae                                          | Polygala violacea Aubl., 1775 | Asemeia violacea (Aubl.) J.F.B.Pastore & J.R.Abbott, 2012 | LE POLYGALA violet                                     | 294             |                       |                               |
| DIADELPHIA                                                                        | OCTANDRIA                                     | Polygalaceae                                           | Polygalaceae                                          | Polygala timoutou Aubl., 1775 | idem | LE POLYGALA de Timoutou                                | 295             |                       |                               |
| DIADELPHIA                                                                        | OCTANDRIA                                     | Fabaceae                                               | Fabaceae                                              | Coumarouna Aubl., 1775 | Dipteryx Schreb., 1791 |                                                        |                 |                       |                               |
| DIADELPHIA                                                                        | OCTANDRIA                                     | Fabaceae                                               | Fabaceae                                              | Coumarouna odorata Aubl., 1775 | Dipteryx odorata (Aubl.) Forsyth f., 1794 | LE COUMAROU de la Guiane                               | 296             |                       | BM000931959                   |
| DIADELPHIA                                                                        | DECANDRIA                                     | Fabaceae                                               | Fabaceae                                              | Nissolia quinata Aubl., 1775 | Machaerium quinata var. quinata (Aubl.) Sandwith, 1931 | LA QUINATE                                             | 297             |                       | P00678661 BM000797403         |
| DIADELPHIA                                                                        | DECANDRIA                                     | Fabaceae                                               | Fabaceae                                              | Taralea Aubl., 1775 | idem |                                                        |                 |                       |                               |
| DIADELPHIA                                                                        | DECANDRIA                                     | Fabaceae                                               | Fabaceae                                              | Taralea oppositifolia Aubl., 1775 | idem | LE TARALE de la Guiane                                 | 298             |                       |                               |
| DIADELPHIA                                                                        | DECANDRIA                                     | Fabaceae                                               | Fabaceae                                              | Moutouchi Aubl., 1775 | Pterocarpus Jacq., 1763 [nom. cons.] |                                                        |                 |                       |                               |
| DIADELPHIA                                                                        | DECANDRIA                                     | Fabaceae                                               | Fabaceae                                              | Moutouchi suberosa Aubl., 1775 | Pterocarpus officinalis Jacq., 1763 | LE MOUTOUCHI de la Guiane                              | 299             |                       |                               |
| DIADELPHIA                                                                        | DECANDRIA                                     | Fabaceae                                               | Fabaceae                                              | Deguelia Aubl., 1775 | idem |                                                        |                 |                       |                               |
| DIADELPHIA                                                                        | DECANDRIA                                     | Fabaceae                                               | Fabaceae                                              | Deguelia scandens Aubl., 1775 | idem | LE DEGUELE de la Guiane                                | 300             |                       |                               |
| DIADELPHIA                                                                        | DECANDRIA                                     | Fabaceae                                               | Fabaceae                                              | Acouroa Aubl., 1775 | Pterocarpus Jacq., 1763 [nom. cons.] |                                                        |                 |                       |                               |
| DIADELPHIA                                                                        | DECANDRIA                                     | Fabaceae                                               | Fabaceae                                              | Acouroa violacea Aubl., 1775 | Geoffroea violacea (Aubl.) Pers. | L'ACOUROA violette                                     | 301             |                       |                               |
| DIADELPHIA                                                                        | DIADELPHIA AN HEXANDRIA, OCTANDRIA, DECANDRIA | Fabaceae                                               | Fabaceae                                              | Vatairea Aubl., 1775 | idem |                                                        |                 |                       |                               |
| DIADELPHIA                                                                        | DIADELPHIA AN HEXANDRIA, OCTANDRIA, DECANDRIA | Fabaceae                                               | Fabaceae                                              | Vatairea guianensis Aubl., 1775 | idem | LE DARTRIER de la Guiane                               | 302             |                       |                               |
| DIADELPHIA                                                                        | DIADELPHIA AN HEXANDRIA, OCTANDRIA, DECANDRIA | Caesalpiniaceae                                        | Fabaceae                                              | Parivoa Aubl., 1775 | ? |                                                        |                 |                       |                               |
| DIADELPHIA                                                                        | DIADELPHIA AN HEXANDRIA, OCTANDRIA, DECANDRIA | Caesalpiniaceae                                        | Fabaceae                                              | Parivoa grandiflora Aubl., 1775 | Eperua grandiflora (Aubl.) Benth., 1870 | LE PARIVE à grande fleur                               | 303             |                       | BM000952282                   |
| DIADELPHIA                                                                        | DIADELPHIA AN HEXANDRIA, OCTANDRIA, DECANDRIA | Caesalpiniaceae                                        | Fabaceae                                              | Parivoa tomentosa Aubl., 1775 | Crudia tomentosa (Aubl.) J.F.Macbr., 1919 | LE PARIVE à fruit velu                                 | 304             |                       | BM000826533                   |
| DIADELPHIA                                                                        | DIADELPHIA AN HEXANDRIA, OCTANDRIA, DECANDRIA | Fabaceae                                               | Fabaceae                                              | Erythrina inermis Aubl., 1775 | ? | -                                                      | -               | -                     | -                             |
| DIADELPHIA                                                                        | DIADELPHIA AN HEXANDRIA, OCTANDRIA, DECANDRIA | Fabaceae                                               | Fabaceae                                              | Crotalaria guianensis Aubl., 1775 | Clitoria guianensis var. guianensis (Aubl.) Benth., 1858 | LA CROTALAIRE de la Guiane                             | 305             |                       | BM000931621                   |
| DIADELPHIA                                                                        | DIADELPHIA AN HEXANDRIA, OCTANDRIA, DECANDRIA | Fabaceae                                               | Fabaceae                                              | Anonis americana Aubl., 1775 | ? | -                                                      | -               | -                     | -                             |
| DIADELPHIA                                                                        | DIADELPHIA AN HEXANDRIA, OCTANDRIA, DECANDRIA | Fabaceae                                               | Fabaceae                                              | Dolichos maritimus Aubl., 1775 | Canavalia rosea (Sw.) DC., 1825 | -                                                      | -               | -                     | -                             |
| DIADELPHIA                                                                        | DIADELPHIA AN HEXANDRIA, OCTANDRIA, DECANDRIA | Fabaceae                                               | Fabaceae                                              | Cytisus violaceus Aubl., 1775 | Eriosema violaceum (Aubl.) G.Don, 1832 | LE CYTISE à fleur violette                             | 306             |                       | BM000931852                   |
| DIADELPHIA                                                                        | DIADELPHIA AN HEXANDRIA, OCTANDRIA, DECANDRIA | Fabaceae                                               | Fabaceae                                              | Robinia panacoco Aubl., 1775 | Swartzia panacoco (Aubl.) R.S.Cowan, 1968 | LE GRAND PANACOCO                                      | 307             |                       | BM000931983 BM000931982       |
| DIADELPHIA                                                                        | DIADELPHIA AN HEXANDRIA, OCTANDRIA, DECANDRIA | Fabaceae                                               | Fabaceae                                              | Robinia nicou Aubl., 1775 | Lonchocarpus nicou (Aubl.) DC., 1825 | LE NICOU                                               | 308             |                       |                               |
| DIADELPHIA                                                                        | DIADELPHIA AN HEXANDRIA, OCTANDRIA, DECANDRIA | Fabaceae                                               | Fabaceae                                              | Robinia coccinea Aubl., 1775 | Ormosia coccinea (Aubl.) Jacks., 1811 | Le PETIT PANACOCO                                      | -               | -                     | BM000931940                   |
| DIADELPHIA                                                                        | DIADELPHIA AN HEXANDRIA, OCTANDRIA, DECANDRIA | Fabaceae                                               | Fabaceae                                              | Clompanus Aubl., 1775 | ? |                                                        |                 |                       |                               |
| DIADELPHIA                                                                        | DIADELPHIA AN HEXANDRIA, OCTANDRIA, DECANDRIA | Fabaceae                                               | Fabaceae                                              | Clompanus paniculata Aubl., 1775 | ? | -                                                      | -               | -                     | -                             |
| DIADELPHIA                                                                        | DIADELPHIA AN HEXANDRIA, OCTANDRIA, DECANDRIA | Fabaceae                                               | Fabaceae                                              | Hedysarum racemosum Aubl., 1775 | Desmodium incanum (Sw.) DC., 1825 | -                                                      | -               | -                     | -                             |
| DIADELPHIA                                                                        | DIADELPHIA AN HEXANDRIA, OCTANDRIA, DECANDRIA | Fabaceae                                               | Fabaceae                                              | Hedysarum canescens Aubl., 1775 | ? | -                                                      | -               | -                     | BM000931658                   |
| DIADELPHIA                                                                        | DIADELPHIA AN HEXANDRIA, OCTANDRIA, DECANDRIA | Fabaceae                                               | Fabaceae                                              | Hedysarum distortum Aubl., 1775 | Desmodium distortum (Aubl.) J.F.Macbr., 1930 | -                                                      | -               | -                     | BM000931652                   |
| DIADELPHIA                                                                        | DIADELPHIA AN HEXANDRIA, OCTANDRIA, DECANDRIA | Fabaceae                                               | Fabaceae                                              | Hedysarum guianensis Aubl., 1775 | Desmodium guianense (Aubl.) DC., 1825 | -                                                      | -               | -                     | -                             |
| DIADELPHIA                                                                        | DIADELPHIA AN HEXANDRIA, OCTANDRIA, DECANDRIA | Fabaceae                                               | Fabaceae                                              | Aeschynomene emerus Aubl., 1775 | Sesbania emerus (Aubl.) Urb., 1919 | -                                                      | -               | -                     | -                             |
| DIADELPHIA                                                                        | DIADELPHIA AN HEXANDRIA, OCTANDRIA, DECANDRIA | Fabaceae                                               | Fabaceae                                              | Aeschynomene herbacea Aubl., 1775 | ? | -                                                      | -               | -                     | BM000931552                   |
| DIADELPHIA                                                                        | DIADELPHIA AN HEXANDRIA, OCTANDRIA, DECANDRIA | Fabaceae                                               | Fabaceae                                              | Trifolium guianense Aubl., 1775 | Stylosanthes guianensis (Aubl.) Sw., 1789 | LE TREFLE de la Guiane                                 | 309             |                       |                               |
| DIADELPHIA                                                                        | DIADELPHIA AN HEXANDRIA, OCTANDRIA, DECANDRIA | Fabaceae                                               | Fabaceae                                              | Medicago glabra Aubl., 1775 | ? | -                                                      | -               | -                     | -                             |
| DIADELPHIA                                                                        | DIADELPHIA AN HEXANDRIA, OCTANDRIA, DECANDRIA | Fabaceae                                               | Fabaceae                                              | Medicago arborea Aubl., 1775 | ? | -                                                      | -               | -                     | -                             |
| POLYADELPHIA                                                                      | POLYANDRIA                                    | Lauraceae                                              | Lauraceae                                             | Ocotea Aubl., 1775 | idem |                                                        |                 |                       |                               |
| POLYADELPHIA                                                                      | POLYANDRIA                                    | Lauraceae                                              | Lauraceae                                             | Ocotea guianensis Aubl., 1775 | idem | L'OCOTE de la Guiane                                   | 310             |                       |                               |
| POLYADELPHIA                                                                      | POLYANDRIA                                    | Clusiaceae                                             | Hypericaceae                                          | Hypericum guianense Aubl., 1775 | Vismia guianensis (Aubl.) Choisy, 1821 | LE MILLEPERTUIS de la Guiane                           | 311             |                       |                               |
| POLYADELPHIA                                                                      | POLYANDRIA                                    | Clusiaceae                                             | Hypericaceae                                          | Hypericum latifolium Aubl., 1775 | Vismia latifolia (Aubl.) Choisy, 1821 | LE MILLEPERTUIS à grande feuille                       | 312 – fig.1     |                       |                               |
| POLYADELPHIA                                                                      | POLYANDRIA                                    | Clusiaceae                                             | Hypericaceae                                          | Hypericum sessilifolium Aubl., 1775 | Vismia sessilifolia (Aubl.) Choisy, 1821 | LE MILLEPERTUIS à feuilles ſeſſiles                    | 312 – fig.2     |                       |                               |
| POLYADELPHIA                                                                      | POLYANDRIA                                    | Clusiaceae                                             | Clusiaceae                                            | Moronobea Aubl., 1775 | idem |                                                        |                 |                       |                               |
| POLYADELPHIA                                                                      | POLYANDRIA                                    | Clusiaceae                                             | Clusiaceae                                            | Moronobea coccinea Aubl., 1775 | idem | LE MANI de la Guiane                                   | 313             |                       | -                             |
| SYNGENESIA                                                                        | POLYGAMIA AEQUALIS                            | Asteraceae                                             | Asteraceae                                            | Eupatorium triflorum Aubl., 1775 | Piptocarpha triflora (Aubl.) Benn. ex Baker, 1873 | L'EUPATOIRE blanche                                    | 314             |                       | -                             |
| SYNGENESIA                                                                        | POLYGAMIA AEQUALIS                            | Asteraceae                                             | Asteraceae                                            | Eupatorium parviflorum Aubl., 1775 | Mikania parviflora (Aubl.) H.Karst., 1883 | L'EUPATOIRE à petite fleur                             | 315             |                       | -                             |
| SYNGENESIA                                                                        | POLYGAMIA AEQUALIS                            | Asteraceae                                             | Asteraceae                                            | Eupatorium corymbosum Aubl., 1775 | Chromolaena corymbosa (Aubl.) R.M.King & H.Rob., 1970 | -                                                      | -               | -                     | -                             |
| SYNGENESIA                                                                        | POLYGAMIA AEQUALIS                            | Asteraceae                                             | Asteraceae                                            | Ageratum guianense Aubl., 1775 | Hebeclinium macrophyllum (L.) DC., 1836 | -                                                      | -               | -                     | -                             |
| SYNGENESIA                                                                        | POLYGAMIA AEQUALIS                            | Asteraceae                                             | Asteraceae                                            | Pacourina Aubl., 1775 | idem |                                                        |                 |                       |                               |
| SYNGENESIA                                                                        | POLYGAMIA AEQUALIS                            | Asteraceae                                             | Asteraceae                                            | Pacourina edulis Aubl., 1775 | idem | LA PACOURINE de la Guiane                              | 316             |                       | -                             |
| SYNGENESIA                                                                        | POLYGMIA NECESSARIA                           | Asteraceae                                             | Asteraceae                                            | Baillieria Aubl., 1775 | Clibadium sect. Clibadium L., 1771 |                                                        |                 |                       |                               |
| SYNGENESIA                                                                        | POLYGMIA NECESSARIA                           | Asteraceae                                             | Asteraceae                                            | Baillieria aspera Aubl., 1775 | Clibadium surinamense L., 1771 | LA BAILLIERE franche                                   | 317             |                       | -                             |
| SYNGENESIA                                                                        | POLYGMIA NECESSARIA                           | Asteraceae                                             | Asteraceae                                            | Baillieria sylvestris Aubl., 1775 | Clibadium sylvestre (Aubl.) Baill., 1886 | LA BAILLERE ſauvage                                    | -               | -                     |                               |
| SYNGENESIA                                                                        | POLYGAMIA MONOGAMIA                           | Violaceae                                              | Violaceae                                             | Viola itoubou Aubl., 1775 | Pombalia calceolaria (L.) Paula-Souza, 2014 | LA VIOLETTE Itoubou                                    | 318             |                       |                               |
| GYNANDRIA                                                                         | DIANDRIA                                      | Orchidaceae                                            | Orchidaceae                                           | Ophrys peruviana Aubl., 1775 | Spiranthes torta (Thunb.) Garay & H.R.Sweet, 1974 | -                                                      | -               | -                     | -                             |
| Ophrys guianensis Aubl., 1775                                                     | DIANDRIA                                      | Orchidaceae                                            | Orchidaceae                                           | Tolumnia guianensis (Aubl.) Braem, 1986 | - | -                                                      | -               | -                     |                               |
| Serapias caravata Aubl., 1775                                                     | DIANDRIA                                      | Orchidaceae                                            | Orchidaceae                                           | Elleanthus caravata (Aubl.) Rchb.f., 1878 | L'HELLEBORINE Caravata | 320                                                    |                 | -                     |                               |
| Limodorum grandiflorum Aubl., 1775                                                | DIANDRIA                                      | Orchidaceae                                            | Orchidaceae                                           | Cleistes grandiflora (Aubl.) Schltr., 1926 | LE LIMODORE à grandes fleurs jaunes | 321                                                    |                 | -                     |                               |
| Limodorum pendulum Aubl., 1775                                                    | DIANDRIA                                      | Orchidaceae                                            | Orchidaceae                                           | Dichaea pendula (Aubl.) Cogn., 1903 | LE LIMODORE rouge | 322                                                    |                 | -                     |                               |
| Limodorum lanceolatum Aubl., 1775                                                 | DIANDRIA                                      | Orchidaceae                                            | Orchidaceae                                           | Sacoila lanceolata (Aubl.) Garay, 1980 | - | -                                                      | -               | -                     |                               |
| Limodorum canaliculatum Aubl., 1775                                               | DIANDRIA                                      | Orchidaceae                                            | Orchidaceae                                           | Tetramicra canaliculata (Aubl.) Urb., 1918 | - | -                                                      | -               | -                     |                               |
| Epidendrum minutum Aubl., 1775                                                    | DIANDRIA                                      | Orchidaceae                                            | Orchidaceae                                           | Polystachya concreta (Jacq.) Garay & H.R.Sweet, 1974 | - | -                                                      | -               | -                     |                               |
| Epidendrum bifidum Aubl., 1775                                                    | DIANDRIA                                      | Orchidaceae                                            | Orchidaceae                                           | Psychilis bifida (Aubl.) Sauleda, 1988 | - | -                                                      | -               | -                     |                               |
| Epidendrum minimum Aubl., 1775                                                    | DIANDRIA                                      | Orchidaceae                                            | Orchidaceae                                           | Polystachya caracasana Rchb.f., 1854 | - | -                                                      | -               | -                     |                               |
| TRIANDRIA                                                                         | Euphorbiaceae                                 | Phyllanthaceae                                         | Meborea Aubl., 1775                                   | Phyllanthus L., 1753 | |                                                        |                 |                       |                               |
| TRIANDRIA                                                                         | Euphorbiaceae                                 | Phyllanthaceae                                         | Meborea guianensis Aubl., 1775                        | Phyllanthus attenuatus subsp. attenuatus Miq., 1848 | LE MEBORIER de la Guiane | 323                                                    |                 |                       |                               |
| PENTANDRIA                                                                        | Passifloraceae                                | Passifloraceae                                         | Passiflora coccinea Aubl., 1775                       | idem | LA GRANADILLE rouge | 324                                                    |                 |                       |                               |
| PENTANDRIA                                                                        | Passifloraceae                                | Passifloraceae                                         | Passiflora stipulata Aubl., 1775                      | idem | LA GRANADILLE à grandes ſtipules | 325                                                    |                 | -                     |                               |
| POLYANDRIA                                                                        | Araceae                                       | Araceae                                                | Dracontium scandens Aubl., 1775                       | Anthurium scandens (Aubl.) Engl., 1878 | - | -                                                      | -               | BM000956979           |                               |
| POLYANDRIA                                                                        | Araceae                                       | Araceae                                                | Dracontium cordatum Aubl., 1775                       | ? | - | -                                                      | -               | -                     |                               |
| POLYANDRIA                                                                        | Araceae                                       | Araceae                                                | Dracontium pentaphyllum Aubl., 1775                   | Anthurium pentaphyllum (Aubl.) G.Don, 1839 | LA MONSTERE de la Guiane | 326                                                    |                 | -                     |                               |
| POLYANDRIA                                                                        | Piperaceae                                    | Piperaceae                                             | Quebitea Aubl., 1775                                  | Piper L., 1753 | |                                                        |                 |                       |                               |
| POLYANDRIA                                                                        | Piperaceae                                    | Piperaceae                                             | Quebitea guianensis Aubl., 1775                       | Piper humistratum Görts & K.U.Kramer, 1966 | LA QUEBITE de la Guiane | 327                                                    |                 | -                     |                               |
| POLYANDRIA                                                                        | Cyclanthaceae                                 | Cyclanthaceae                                          | Pothos rigida Aubl., 1775                             | Asplundia rigida (Aubl.) Harling, 1954 | - | -                                                      | -               | -                     |                               |
| POLYANDRIA                                                                        | Araceae                                       | Araceae                                                | Pothos cuscuaria Aubl., 1775                          | ? | - | -                                                      | -               | -                     |                               |
| POLYANDRIA                                                                        | Araceae                                       | Araceae                                                | Pothos hederaceus (Jacq.) Aubl., 1775                 | ? | - | -                                                      | -               | -                     |                               |
| MONOECIA                                                                          | TRIANDRIA                                     | Euphorbiaceae                                          | Euphorbiaceae                                         | Tragia scandens Aubl., 1775 | ? | -                                                      | -               | -                     | -                             |
| Hernandiaceae                                                                     | TRIANDRIA                                     | Hernandiaceae                                          | Hernandia guianensis Aubl., 1775                      | idem | LE HERNANDIER de la Guiane | 329                                                    |                 |                       |                               |
| HEXANDRIA                                                                         | Eriocaulaceae                                 | Eriocaulaceae                                          | Tonina Aubl., 1775                                    | idem | |                                                        |                 |                       |                               |
| HEXANDRIA                                                                         | Eriocaulaceae                                 | Eriocaulaceae                                          | Tonina fluviatilis Aubl., 1775                        | idem | LA TONINE de Caïenne | 330                                                    |                 | MPU028043 BM000578889 |                               |
| HEXANDRIA                                                                         | Poaceae                                       | Poaceae                                                | Pharus lappulaceus Aubl., 1775                        | idem | AVOINE DES CHIENS | -                                                      | -               | -                     |                               |
| DECANDRIA                                                                         | Simaroubaceae                                 | Simaroubaceae                                          | Simarouba Aubl., 1775                                 | idem | |                                                        |                 |                       |                               |
| DECANDRIA                                                                         | Simaroubaceae                                 | Simaroubaceae                                          | Simarouba amara Aubl., 1775                           | idem | LE SIMAROUBA amer | 331-332                                                |                 | -                     |                               |
| DECANDRIA                                                                         | Monimiaceae                                   | Siparunaceae                                           | Siparuna Aubl., 1775                                  | idem | |                                                        |                 |                       |                               |
| DECANDRIA                                                                         | Monimiaceae                                   | Siparunaceae                                           | Siparuna guianensis Aubl., 1775                       | idem | LE SIPARUNE de la Guiane | 333                                                    |                 |                       |                               |
| DODECANDRIA                                                                       | Euphorbiaceae                                 | Euphorbiaceae                                          | Mabea Aubl., 1775                                     | idem | |                                                        |                 |                       |                               |
| DODECANDRIA                                                                       | Euphorbiaceae                                 | Euphorbiaceae                                          | Mabea piriri Aubl., 1775                              | idem | LE MABIER Calumet | 334 – fig. 1                                           |                 |                       |                               |
| DODECANDRIA                                                                       | Euphorbiaceae                                 | Euphorbiaceae                                          | Mabea taquari Aubl., 1775                             | idem | LE MABIER Taquari | 334 – fig. 2                                           |                 |                       |                               |
| DODECANDRIA                                                                       | Euphorbiaceae                                 | Euphorbiaceae                                          | Hevea Aubl., 1775                                     | idem | |                                                        |                 |                       |                               |
| DODECANDRIA                                                                       | Euphorbiaceae                                 | Euphorbiaceae                                          | Hevea guianensis Aubl., 1775                          | idem | LE CAOUTCHOU de la Guiane | 335                                                    |                 |                       |                               |
| POLYANDRIA, MONOGYNIA                                                             | Gnetaceae                                     | Gnetaceae                                              | Thoa Aubl., 1775                                      | Gnetum sect. Thoa (Aubl.) Endl., 1847 | |                                                        |                 |                       |                               |
| POLYANDRIA, MONOGYNIA                                                             | Gnetaceae                                     | Gnetaceae                                              | Thoa urens Aubl., 1775                                | Gnetum urens (Aubl.) Blume, 1834 | LE THOA piquant | 336                                                    |                 | -                     |                               |
| POLYANDRIA, MONOGYNIA                                                             | Poaceae                                       | Poaceae                                                | Pariana Aubl., 1775                                   | idem | |                                                        |                 |                       |                               |
| POLYANDRIA, MONOGYNIA                                                             | Poaceae                                       | Poaceae                                                | Pariana campestris Aubl., 1775                        | idem | LA PARIANE de la Guiane | 337                                                    |                 |                       |                               |
| MONADELPHIA                                                                       | Euphorbiaceae                                 | Euphorbiaceae                                          | Croton maturense Aubl., 1775                          | Croton matourensis Aubl., 1775 | LE CROTON blanc | 338                                                    |                 | -                     |                               |
| MONADELPHIA                                                                       | Euphorbiaceae                                 | Euphorbiaceae                                          | Croton guianense Aubl., 1775                          | Croton guianensis Aubl., 1775 | LE CROTON jaune | -                                                      | -               | -                     |                               |
| AN MONOECIA, VEL DIOECIA, POLYGNIA                                                | Moraceae                                      | Moraceae                                               | Piratinera Aubl., 1775                                | Brosimum Sw., 1788 | |                                                        |                 |                       |                               |
| AN MONOECIA, VEL DIOECIA, POLYGNIA                                                | Moraceae                                      | Moraceae                                               | Piratinera guianensis Aubl., 1775                     | Brosimum guianense (Aubl.) Huber, 1909 | LE BOIS DE LETTRES | 340                                                    |                 |                       |                               |
| DIOECIA                                                                           | MONANDRIA                                     | Cecropiaceae                                           | Urticaceae                                            | Pourouma Aubl., 1775 | idem |                                                        |                 |                       |                               |
| DIOECIA                                                                           | MONANDRIA                                     | Cecropiaceae                                           | Urticaceae                                            | Pourouma guianensis Aubl., 1775 | idem | LE POUROUMIER de la Guiane                             | 341             |                       |                               |
| DIOECIA                                                                           | TETRANDRIA                                    | Viscaceae                                              | Santalaceae                                           | Viscum racemosum Aubl., 1775 | Phoradendron racemosum (Aubl.) Krug & Urb., 1897 | -                                                      | -               | -                     | -                             |
| DIOECIA                                                                           | TETRANDRIA                                    | Euphorbiaceae                                          | Euphorbiaceae                                         | Maprounea Aubl., 1775 | idem |                                                        |                 |                       |                               |
| DIOECIA                                                                           | TETRANDRIA                                    | Euphorbiaceae                                          | Euphorbiaceae                                         | Maprounea guianensis Aubl., 1775 | idem | LE MAPROUNIER de la Guiane                             | 342             |                       |                               |
| DIOECIA                                                                           | PENTANDRIA                                    | Clusiaceae                                             | Clusiaceae                                            | Quapoya Aubl., 1775 | Clusia sect. Quapoya (Aubl.) Pipoly, 1998 |                                                        |                 |                       |                               |
| DIOECIA                                                                           | PENTANDRIA                                    | Clusiaceae                                             | Clusiaceae                                            | Quapoya scandens Aubl., 1775 | Clusia scandens (Aubl.) J.E.Nascim. & Bittrich, 2016 | LE QUAPOYER à petit fruit                              | 343             |                       |                               |
| DIOECIA                                                                           | PENTANDRIA                                    | Clusiaceae                                             | Clusiaceae                                            | Quapoya panapanari Aubl., 1775 | Clusia panapanari (Aubl.) Choisy, 1824 | LE QUAPOYER à fruit oblong                             | 344             |                       |                               |
| DIOECIA                                                                           | HEXANDRIA                                     | Myristicaceae                                          | Myristicaceae                                         | Virola Aubl., 1775 | idem |                                                        |                 |                       |                               |
| DIOECIA                                                                           | HEXANDRIA                                     | Myristicaceae                                          | Myristicaceae                                         | Virola sebifera Aubl., 1775 | idem | LE MUſCADIER Voirouchi                                 | 345             |                       |                               |
| DIOECIA                                                                           | DECANDRIA                                     | Caricaceae                                             | Caricaceae                                            | Carica spinosa Aubl., 1775 | Jacaratia spinosa (Aubl.) A.DC., 1864 | LE PAPAIER sauvage                                     | 346             |                       |                               |
| DIOECIA                                                                           | DODECANDRIA                                   | Polygonaceae                                           | Polygonaceae                                          | Triplaris americana Aubl., 1775 | Triplaris weigeltiana (Rchb.) Kuntze, 1898 | LE TRIPLARIS de la Guiane                              | 347             |                       |                               |
| DIOECIA                                                                           | POLYANDRIA                                    | Begoniaceae                                            | Begoniaceae                                           | Begonia hirsuta Aubl., 1775 | idem | LA BEGONE velue                                        | 348             |                       |                               |
| DIOECIA                                                                           | POLYANDRIA                                    | Begoniaceae                                            | Begoniaceae                                           | Begonia glabra Aubl., 1775 | idem | LA BEGONE liſſe                                        | 349             |                       |                               |
| DIOECIA                                                                           | POLYANDRIA                                    | Dilleniaceae                                           | Dilleniaceae                                          | Tigarea Aubl., 1775 | Doliocarpus Rol., 1756 ; Tetracera L., 1753 |                                                        |                 |                       |                               |
| DIOECIA                                                                           | POLYANDRIA                                    | Dilleniaceae                                           | Dilleniaceae                                          | Tigarea aspera Aubl., 1775 | Tetracera tigarea DC., 1817 | LE TIGARIER âpre                                       | 350             |                       |                               |
| DIOECIA                                                                           | POLYANDRIA                                    | Dilleniaceae                                           | Dilleniaceae                                          | Tigarea dentata Aubl., 1775 | Doliocarpus dentatus (Aubl.) Standl., 1925 | LE TIGARIER velu                                       | 351             |                       |                               |
| DIOECIA                                                                           | POLYANDRIA                                    | Flacourtiaceae                                         | Achariaceae                                           | Mayna Aubl., 1775 | idem |                                                        |                 |                       |                               |
| DIOECIA                                                                           | POLYANDRIA                                    | Flacourtiaceae                                         | Achariaceae                                           | Mayna odorata Aubl., 1775 | idem | LA MAYNE odorante                                      | 352             |                       | -                             |
| DIOECIA                                                                           | POLYANDRIA                                    | Euphorbiaceae                                          | Euphorbiaceae                                         | Conceveiba Aubl., 1775 | idem |                                                        |                 |                       |                               |
| DIOECIA                                                                           | POLYANDRIA                                    | Euphorbiaceae                                          | Euphorbiaceae                                         | Conceveiba guianensis Aubl., 1775 | idem | LE CONCEVEIBE de la Guiane                             | 353             |                       |                               |
| DIOECIA                                                                           | POLYANDRIA                                    | Euphorbiaceae                                          | Phyllanthaceae                                        | Conami Aubl., 1775 | Phyllanthus L., 1753 |                                                        |                 |                       |                               |
| DIOECIA                                                                           | POLYANDRIA                                    | Euphorbiaceae                                          | Phyllanthaceae                                        | Conami brasiliensis Aubl., 1775 | Phyllanthus brasiliensis subsp. brasiliensis (Aubl.) Poir., 1804 | LE CONAMI du Bréſil                                    | 354             |                       |                               |
| POLYGAMIA                                                                         | MONOECIA                                      | Heliconiaceae                                          | Heliconiaceae                                         | Musa humilis Aubl., 1775 | Heliconia psittacorum L. f., 1781 | -                                                      | -               | -                     |                               |
| POLYGAMIA                                                                         | MONOECIA                                      | Fabaceae                                               | Fabaceae                                              | Possira Aubl., 1775 | Swartzia Schreb., 1791 |                                                        |                 |                       |                               |
| POLYGAMIA                                                                         | MONOECIA                                      | Fabaceae                                               | Fabaceae                                              | Possira arborescens Aubl., 1775 | Swartzia arborescens (Aubl.) Pittier, 1921 | LE BOIS DARD                                           | 355             |                       |                               |
| POLYGAMIA                                                                         | MONOECIA                                      | Fabaceae                                               | Fabaceae                                              | Coublandia Aubl., 1775 | Muellera Schreb., 1791 |                                                        |                 |                       |                               |
| POLYGAMIA                                                                         | MONOECIA                                      | Fabaceae                                               | Fabaceae                                              | Coublandia frutescens Aubl., 1775 | Muellera frutescens (Aubl.) Standl., 1933 | LA COUBLANDE                                           | 356             |                       |                               |
| POLYGAMIA                                                                         | MONOECIA                                      | Mimosaceae                                             | Fabaceae                                              | Mimosa guianensis Aubl., 1775 | Stryphnodendron guianense (Aubl.) Benth., 1875 | LA CASSIE de la Guiane                                 | 357             |                       |                               |
| POLYGAMIA                                                                         | MONOECIA                                      | Mimosaceae                                             | Fabaceae                                              | Mimosa bourgoni Aubl., 1775 | Inga bourgoni (Aubl.) DC., 1825 | LA CASSIE Bourgoni                                     | 358             |                       | BM000541055 BM000541054       |
| POLYGAMIA                                                                         | MONOECIA                                      | Mimosaceae                                             | Fabaceae                                              | Mimosa sinemariensis Aubl., 1775 | Inga nobilis subsp. nobilis Willd., 1809 | -                                                      | -               | -                     | BM000629174                   |
| POLYGAMIA                                                                         | MONOECIA                                      | Mimosaceae                                             | Fabaceae                                              | Mimosa pacay Aubl., 1775 | Inga sarmentosa Glaz. ex Harms, 1915 | -                                                      | -               | -                     | BM000541057                   |
| POLYGAMIA                                                                         | MONOECIA                                      | Mimosaceae                                             | Fabaceae                                              | Mimosa ouyrarema Aubl., 1775 | Parkia nitida Miq., 1850 | -                                                      | -               | -                     | BM000952315                   |
| POLYGAMIA                                                                         | MONOECIA                                      | Mimosaceae                                             | Fabaceae                                              | Mimosa bipinnata Aubl., 1775 | Entada polystachya (L.) DC., 1825 | -                                                      | -               | -                     | -                             |
| POLYGAMIA                                                                         | MONOECIA                                      | Combretaceae                                           | Combretaceae                                          | Pamea Aubl., 1775 | Terminalia L., 1767 |                                                        |                 |                       |                               |
| POLYGAMIA                                                                         | MONOECIA                                      | Combretaceae                                           | Combretaceae                                          | Pamea guianensis Aubl., 1775 | Terminalia aubletii Gere & Boatwr., 2017 | LE PAMIER de la Guiane                                 | 359             |                       |                               |
| POLYGAMIA                                                                         | DIOECIA                                       | Araliaceae                                             | Araliaceae                                            | Panax morototoni Aubl., 1775 | Didymopanax morototoni (Aubl.) Decne. & Planch., 1854 | L'ARBRE DE MAI                                         | 360             |                       |                               |
| POLYGAMIA                                                                         | TRIOECIA                                      | Moraceae                                               | Moraceae                                              | Ficus americana Aubl., 1775 erreur d'identification (mentionné en Guyane par erreur)                                                                                      | idem | -                                                      | -               | -                     | -                             |
| POLYGAMIA                                                                         | TRIOECIA                                      | Moraceae                                               | Moraceae                                              | Perebea Aubl., 1775 | idem |                                                        |                 |                       |                               |
| POLYGAMIA                                                                         | TRIOECIA                                      | Moraceae                                               | Moraceae                                              | Perebea guianensis Aubl., 1775 | idem | LE PEREBIER de la Guiane                               | 361             |                       | -                             |
| POLYGAMIA                                                                         | TRIOECIA                                      | Cecropiaceae                                           | Urticaceae                                            | Coussapoa Aubl., 1775 | idem |                                                        |                 |                       |                               |
| POLYGAMIA                                                                         | TRIOECIA                                      | Cecropiaceae                                           | Urticaceae                                            | Coussapoa latifolia Aubl., 1775 | idem | LE COUSSAPIER à large feuille                          | 362             |                       |                               |
| POLYGAMIA                                                                         | TRIOECIA                                      | Cecropiaceae                                           | Urticaceae                                            | Coussapoa angustifolia Aubl., 1775 | idem | LE COUSSAPIER à feuille étroite                        | 363             |                       |                               |
| POLYGAMIA                                                                         | TETRAGYNIA                                    | Clusiaceae                                             | Clusiaceae                                            | Tovomita Aubl., 1775 | idem |                                                        |                 |                       |                               |
| POLYGAMIA                                                                         | TETRAGYNIA                                    | Clusiaceae                                             | Clusiaceae                                            | Tovomita guianensis Aubl., 1775 | idem | LE TOVOMITE de la Guiane                               | 364             |                       |                               |
| CRYPTOGAMIA                                                                       | FILICES                                       | Lygodiaceae                                            | Lygodiaceae                                           | Osmunda scandens Aubl., 1775 | Lygodium volubile Sw., 1803 | OSMONDE GRIMPANTE                                      | -               | -                     | -                             |
| CRYPTOGAMIA                                                                       | FILICES                                       | Lomariopsidaceae                                       | Dryopteridaceae                                       | Polypodium guianense Aubl., 1775 | Mickelia guianensis (Aubl.) R.C.Moran, Sundue & Labiak, 2010 | -                                                      | -               | -                     |                               |
| CRYPTOGAMIA                                                                       | FILICES                                       | Dryopteridaceae                                        | Dryopteridaceae                                       | Polypodium adiantoides Aubl., 1775 | Polybotrya caudata Kunze, 1834 | -                                                      | -               | -                     |                               |
| CRYPTOGAMIA                                                                       | FILICES                                       | Aspleniaceae                                           | Aspleniaceae                                          | Polypodium serratum Aubl., 1775 | Asplenium auritum var. auritum Sw., 1801 | -                                                      | -               | -                     | -                             |
| CRYPTOGAMIA                                                                       | FILICES                                       | Polypodiaceae                                          | Polypodiaceae                                         | Polypodium repens Aubl., 1775 | Campyloneurum repens (Aubl.) C.Presl, 1836 | -                                                      | -               | -                     |                               |
| CRYPTOGAMIA                                                                       | FILICES                                       | Lomariopsidaceae                                       | Dryopteridaceae                                       | Polypodium rigidum Aubl., 1775 | Elaphoglossum rigidum (Aubl.) Urb., 1925 | -                                                      | -               | -                     | -                             |
| CRYPTOGAMIA                                                                       | FILICES                                       | Polypodiaceae                                          | Polypodiaceae                                         | Polypodium minimum Aubl., 1775 | Marcgravia sp. | -                                                      | -               | -                     |                               |
| CRYPTOGAMIA                                                                       | FILICES                                       | Dennstaedtiaceae                                       | Lindsaeaceae                                          | Adiantum guianense Aubl., 1775 | Lindsaea guianensis (Aubl.) Dryand., 1797 | LE CAPILLAIRE de la Guiane                             | 365             |                       | -                             |
| CRYPTOGAMIA                                                                       | FILICES                                       | Dennstaedtiaceae                                       | Lindsaeaceae                                          | Adiantum sagittatum Aubl., 1775 | Lindsaea sagittata (Aubl.) Dryand., 1797 | LE CAPILLAIRE à flèche                                 | 366             |                       | -                             |
| CRYPTOGAMIA                                                                       | MUSCI                                         | Selaginellaceae                                        | Selaginellaceae                                       | Lycopodium radiatum Aubl., 1775 | Selaginella radiata (Aubl.) Spring, 1843 | -                                                      | -               | -                     | -                             |
| CRYPTOGAMIA                                                                       | MUSCI                                         | Hypnaceae                                              | Hypnaceae                                             | Hypnum terrestre Aubl., 1775 | ? | -                                                      | -               | -                     | -                             |
| CRYPTOGAMIA                                                                       | ALGAE                                         | Salviniaceae                                           | Salviniaceae                                          | Salvinia auriculata Aubl., 1775 | idem | LA SALVINE                                             | 367             |                       | -                             |
| CRYPTOGAMIA                                                                       | PALMAE PENNATIFOLIAE                          | Arecaceae                                              | Arecaceae                                             | Vouay Aubl., 1775 | Geonoma Willd., 1805 |                                                        |                 |                       |                               |
| CRYPTOGAMIA                                                                       | PALMAE PENNATIFOLIAE                          | Arecaceae                                              | Arecaceae                                             | Palma maripa Aubl., 1775 | Attalea maripa (Aubl.) Mart., 1844 | -                                                      | -               | -                     | -                             |
| CRYPTOGAMIA                                                                       | PALMAE PENNATIFOLIAE                          | Arecaceae                                              | Arecaceae                                             | Palma pinao Aubl., 1775 | Euterpe oleracea Mart., 1824 | -                                                      | -               | -                     | -                             |
| CRYPTOGAMIA                                                                       | PALMAE PENNATIFOLIAE                          | Arecaceae                                              | Arecaceae                                             | Palma avoira Aubl., 1775 | Astrocaryum vulgare Mart., 1824 | -                                                      | -               | -                     | -                             |
| CRYPTOGAMIA                                                                       | PALMAE PENNATIFOLIAE                          | Arecaceae                                              | Arecaceae                                             | Palma bache Aubl., 1775 | Mauritia flexuosa L. f., 1781 | -                                                      | -               | -                     | -                             |
| CRYPTOGAMIA                                                                       | PALMAE PENNATIFOLIAE                          | Arecaceae                                              | Arecaceae                                             | Palma comon Aubl., 1775 | Oenocarpus bacaba Mart., 1823 | -                                                      | -               | -                     | -                             |
| CRYPTOGAMIA                                                                       | PALMAE PENNATIFOLIAE                          | Arecaceae                                              | Arecaceae                                             | Palma mocaia Aubl., 1775 | Acrocomia aculeata (Jacq.) Lodd. ex Mart., 1845 | -                                                      | -               | -                     | -                             |
| CRYPTOGAMIA                                                                       | PALMAE PENNATIFOLIAE                          | Arecaceae                                              | Arecaceae                                             | Palma paripou Aubl., 1775 | Bactris gasipaes Kunth, 1815 | -                                                      | -               | -                     | -                             |
| CRYPTOGAMIA                                                                       | PALMAE PENNATIFOLIAE                          | Arecaceae                                              | Arecaceae                                             | Palma patavoua Aubl., 1775 | Oenocarpus bataua Mart., 1823 | -                                                      | -               | -                     | -                             |
| CRYPTOGAMIA                                                                       | PALMAE PENNATIFOLIAE                          | Arecaceae                                              | Arecaceae                                             | Palma zagueneti Aubl., 1775 | Bactris sp. | -                                                      | -               | -                     | -                             |
| PLANTES DE LA GUIANE FRANCOISE Dont on n'a pu se procurer des caractères complets | -                                             | Myrsinaceae                                            | Primulaceae                                           | Icacorea Aubl., 1775 | Ardisia Sw., 1788 |                                                        |                 |                       |                               |
| PLANTES DE LA GUIANE FRANCOISE Dont on n'a pu se procurer des caractères complets | -                                             | Myrsinaceae                                            | Primulaceae                                           | Icacorea guianensis Aubl., 1775 | Ardisia guianensis (Aubl.) Mez, 1901 | L'ICACORE de la Guiane                                 | 368             |                       |                               |
| PLANTES DE LA GUIANE FRANCOISE Dont on n'a pu se procurer des caractères complets | -                                             | Incertae sedis                                         | Incertae sedis                                        | Managa Aubl., 1775 | ? |                                                        |                 |                       |                               |
| PLANTES DE LA GUIANE FRANCOISE Dont on n'a pu se procurer des caractères complets | -                                             | Incertae sedis                                         | Incertae sedis                                        | Managa guianensis Aubl., 1775 | ? | LE MANAGUIER de la Guiane                              | 369             |                       | -                             |
| PLANTES DE LA GUIANE FRANCOISE Dont on n'a pu se procurer des caractères complets | -                                             | Olacaceae                                              | Olacaceae                                             | Minquartia Aubl., 1775 | Minquartia Sw., 1788 |                                                        |                 |                       |                               |
| PLANTES DE LA GUIANE FRANCOISE Dont on n'a pu se procurer des caractères complets | -                                             | Olacaceae                                              | Olacaceae                                             | Minquartia guianensis Aubl., 1775 | Minquartia guianensis (Aubl.) Mez, 1901 | LE MINQUAR de la Guiane                                | 370             |                       |                               |
| PLANTES DE LA GUIANE FRANCOISE Dont on n'a pu se procurer des caractères complets | -                                             | Celastraceae                                           | Celastraceae                                          | Macahanea Aubl., 1775 | Macahanea Sw., 1788 |                                                        |                 |                       |                               |
| PLANTES DE LA GUIANE FRANCOISE Dont on n'a pu se procurer des caractères complets | -                                             | Celastraceae                                           | Celastraceae                                          | Macahanea guianensis Aubl., 1775 | ? | LE MACAHANE de la Guiane                               | 371             |                       |                               |
| PLANTES DE LA GUIANE FRANCOISE Dont on n'a pu se procurer des caractères complets | -                                             | Moraceae                                               | Moraceae                                              | Ferolia Aubl., 1775 | Brosimum Sw., 1788 |                                                        |                 |                       |                               |
| PLANTES DE LA GUIANE FRANCOISE Dont on n'a pu se procurer des caractères complets | -                                             | Moraceae                                               | Moraceae                                              | Ferolia guianensis Aubl., 1775 | Brosimum rubescens Taub., 1890 | LE FÉROLE de la Guiane                                 | 372             |                       |                               |
| PLANTES DE LA GUIANE FRANCOISE Dont on n'a pu se procurer des caractères complets | -                                             | Caesalpiniaceae                                        | Fabaceae                                              | Vouacapoua Aubl., 1775 | idem |                                                        |                 |                       |                               |
| PLANTES DE LA GUIANE FRANCOISE Dont on n'a pu se procurer des caractères complets | -                                             | Caesalpiniaceae                                        | Fabaceae                                              | Vouacapoua americana Aubl., 1775 | idem | L'ANGELIN de la Guiane                                 | 373             |                       |                               |
| PLANTES DE LA GUIANE FRANCOISE Dont on n'a pu se procurer des caractères complets | -                                             | Sapindaceae                                            | Sapindaceae                                           | Vouarana Aubl., 1775 | idem |                                                        |                 |                       |                               |
| PLANTES DE LA GUIANE FRANCOISE Dont on n'a pu se procurer des caractères complets | -                                             | Sapindaceae                                            | Sapindaceae                                           | Vouarana guianensis Aubl., 1775 | idem | LE VOIRANE de la Guiane                                | 374             |                       |                               |
| PLANTES DE LA GUIANE FRANCOISE Dont on n'a pu se procurer des caractères complets | -                                             | Rubiaceae                                              | Rubiaceae                                             | Amaioua Aubl., 1775 | idem |                                                        |                 |                       |                               |
| PLANTES DE LA GUIANE FRANCOISE Dont on n'a pu se procurer des caractères complets | -                                             | Rubiaceae                                              | Rubiaceae                                             | Amaioua guianensis Aubl., 1775 | idem | L'AMAIOUIER de la Guiane                               | 375             |                       |                               |
| PLANTES DE LA GUIANE FRANCOISE Dont on n'a pu se procurer des caractères complets | -                                             | Moraceae                                               | Moraceae                                              | Bagassa Aubl., 1775 | idem |                                                        |                 |                       |                               |
| PLANTES DE LA GUIANE FRANCOISE Dont on n'a pu se procurer des caractères complets | -                                             | Moraceae                                               | Moraceae                                              | Bagassa guianensis Aubl., 1775 | idem | LE BAGASSIER de la Guiane                              | 376             |                       |                               |
| PLANTES DE LA GUIANE FRANCOISE Dont on n'a pu se procurer des caractères complets | -                                             | Rubiaceae                                              | Rubiaceae                                             | Coupoui Aubl., 1775 | Duroia L. f., 1781 |                                                        |                 |                       |                               |
| PLANTES DE LA GUIANE FRANCOISE Dont on n'a pu se procurer des caractères complets | -                                             | Rubiaceae                                              | Rubiaceae                                             | Coupoui aquatica Aubl., 1775 | Duroia aquatica (Aubl.) Bremek., 1934 | LE COUPOUI aquatique                                   | 377             |                       | BM000793078                   |
| PLANTES DE LA GUIANE FRANCOISE Dont on n'a pu se procurer des caractères complets | -                                             | Apocynaceae                                            | Apocynaceae                                           | Macoubea Aubl., 1775 | idem |                                                        |                 |                       |                               |
| PLANTES DE LA GUIANE FRANCOISE Dont on n'a pu se procurer des caractères complets | -                                             | Apocynaceae                                            | Apocynaceae                                           | Macoubea guianensis Aubl., 1775 | idem | LE MACOUBE de la Guiane                                | 378             |                       | BM000952638                   |
| PLANTES DE LA GUIANE FRANCOISE Dont on n'a pu se procurer des caractères complets | -                                             | Quiinaceae                                             | Ochnaceae                                             | Quiina Aubl., 1775 | idem |                                                        |                 |                       |                               |
| PLANTES DE LA GUIANE FRANCOISE Dont on n'a pu se procurer des caractères complets | -                                             | Quiinaceae                                             | Ochnaceae                                             | Quiina guianensis Aubl., 1775 | idem | LE QUIINIER de la Guiane                               | 379             |                       | BM000073181                   |
| PLANTES DE LA GUIANE FRANCOISE Dont on n'a pu se procurer des caractères complets | -                                             | Violaceae                                              | Violaceae                                             | Passoura Aubl., 1775 | Rinorea Aubl., 1775 |                                                        |                 |                       |                               |
| PLANTES DE LA GUIANE FRANCOISE Dont on n'a pu se procurer des caractères complets | -                                             | Violaceae                                              | Violaceae                                             | Passoura guianensis Aubl., 1775 | Rinorea pubiflora var. pubiflora (Benth.) Sprague & Sandwith, 1931 | LE PASSOURE de la Guiane                               | 380             |                       | P00672099                     |
| PLANTES DE LA GUIANE FRANCOISE Dont on n'a pu se procurer des caractères complets | -                                             | Incertae sedis                                         | idem                                                  | Senapea Aubl., 1775 | ? |                                                        |                 |                       |                               |
| PLANTES DE LA GUIANE FRANCOISE Dont on n'a pu se procurer des caractères complets | -                                             | Incertae sedis                                         | idem                                                  | Senapea guianensis Aubl., 1775 | ? | LA SENAPE de la Guiane                                 | 381             |                       | BM000793081                   |
| PLANTES DE LA GUIANE FRANCOISE Dont on n'a pu se procurer des caractères complets | -                                             | Sapindaceae                                            | Sapindaceae                                           | Racaria Aubl., 1775 | Talisia Aubl., 1775 |                                                        |                 |                       |                               |
| PLANTES DE LA GUIANE FRANCOISE Dont on n'a pu se procurer des caractères complets | -                                             | Sapindaceae                                            | Sapindaceae                                           | Racaria sylvatica Aubl., 1775 | Talisia sylvatica (Aubl.) Radlk., 1878 | LE RACARIER                                            | 382             |                       |                               |
| PLANTES DE LA GUIANE FRANCOISE Dont on n'a pu se procurer des caractères complets | -                                             | Sapotaceae                                             | Sapotaceae                                            | Voyara Aubl., 1775 | Pradosia Liais, 1872 |                                                        |                 |                       |                               |
| PLANTES DE LA GUIANE FRANCOISE Dont on n'a pu se procurer des caractères complets | -                                             | Sapotaceae                                             | Sapotaceae                                            | Voyara montana Aubl., 1775 | Pradosia ptychandra (Eyma) T.D.Penn., 1990 | LE VOYARIER de montagne                                | 383             |                       | BM000952572                   |
| PLANTES DE LA GUIANE FRANCOISE Dont on n'a pu se procurer des caractères complets | -                                             | Elaeocarpaceae                                         | Elaeocarpaceae                                        | Courimari Aubl., 1775 | Sloanea L., 1753 |                                                        |                 |                       |                               |
| PLANTES DE LA GUIANE FRANCOISE Dont on n'a pu se procurer des caractères complets | -                                             | Elaeocarpaceae                                         | Elaeocarpaceae                                        | Courimari guianensis Aubl., 1775 | ? | LE COURIMARI de la Guiane.                             | 384             |                       | BM000926704                   |
| PLANTES DE LA GUIANE FRANCOISE Dont on n'a pu se procurer des caractères complets | -                                             | Flacourtiaceae                                         | Salicaceae                                            | Pitumba Aubl., 1775 | Casearia Jacq., 1760 |                                                        |                 |                       |                               |
| PLANTES DE LA GUIANE FRANCOISE Dont on n'a pu se procurer des caractères complets | -                                             | Flacourtiaceae                                         | Salicaceae                                            | Pitumba guianensis Aubl., 1775 | Casearia pitumba Sleumer, 1978 | LE PITOMBIER de la Guiane                              | 385             |                       |                               |
| PLANTES DE LA GUIANE FRANCOISE Dont on n'a pu se procurer des caractères complets | -                                             | Flacourtiaceae                                         | Salicaceae                                            | Piparea Aubl., 1775 | Casearia Jacq., 1760 |                                                        |                 |                       |                               |
| PLANTES DE LA GUIANE FRANCOISE Dont on n'a pu se procurer des caractères complets | -                                             | Flacourtiaceae                                         | Salicaceae                                            | Piparea dentata Aubl., 1775 | Casearia commersoniana Cambess., 1829 | LE PIPARE dentelé                                      | 386             |                       |                               |
| PLANTES DE LA GUIANE FRANCOISE Dont on n'a pu se procurer des caractères complets | -                                             | Meliaceae                                              | Meliaceae                                             | Carapa Aubl., 1775 | idem |                                                        |                 |                       |                               |
| PLANTES DE LA GUIANE FRANCOISE Dont on n'a pu se procurer des caractères complets | -                                             | Meliaceae                                              | Meliaceae                                             | Carapa guianensis Aubl., 1775 | idem | LE CARAPA de la Guiane                                 | 387             |                       |                               |
| PLANTES DE LA GUIANE FRANCOISE Dont on n'a pu se procurer des caractères complets | -                                             | Incertae sedis                                         | Incertae sedis                                        | Tampoa Aubl., 1775 | ? |                                                        |                 |                       |                               |
| PLANTES DE LA GUIANE FRANCOISE Dont on n'a pu se procurer des caractères complets | -                                             | Incertae sedis                                         | Incertae sedis                                        | Tampoa guianensis Aubl., 1775 | Salacia sp. | LE TAMPOA de la Guiane                                 | 388             |                       |                               |
| PLANTES DE LA GUIANE FRANCOISE Dont on n'a pu se procurer des caractères complets | -                                             | Moraceae                                               | Moraceae                                              | Maquira Aubl., 1775 | idem |                                                        |                 |                       |                               |
| PLANTES DE LA GUIANE FRANCOISE Dont on n'a pu se procurer des caractères complets | -                                             | Moraceae                                               | Moraceae                                              | Maquira guianensis Aubl., 1775 | idem | LE MAQUIRE de la Guiane                                | 389             |                       |                               |
| PLANTES DE LA GUIANE FRANCOISE Dont on n'a pu se procurer des caractères complets | -                                             | Simaroubaceae                                          | Picramniaceae                                         | Tariri Aubl., 1775 | Picramnia Sw., 1788 |                                                        |                 |                       |                               |
| PLANTES DE LA GUIANE FRANCOISE Dont on n'a pu se procurer des caractères complets | -                                             | Simaroubaceae                                          | Picramniaceae                                         | Tariri guianensis Aubl., 1775 | Picramnia guianensis (Aubl.) Jans.-Jac., 1979 | LE TARIRI de la Guiane                                 | 390             |                       | P00678733                     |
| PLANTES DE LA GUIANE FRANCOISE Dont on n'a pu se procurer des caractères complets | -                                             | Caesalpiniaceae                                        | Fabaceae                                              | Bocoa Aubl., 1775 | Swartzia Schreb., 1791 |                                                        |                 |                       |                               |
| PLANTES DE LA GUIANE FRANCOISE Dont on n'a pu se procurer des caractères complets | -                                             | Caesalpiniaceae                                        | Fabaceae                                              | Bocoa prouacensis Aubl., 1775 | Swartzia prouacensis (Aubl.) Amshoff, 1939 | LE BOCO d'Aprouak                                      | 391             |                       | BM000588689                   |
| PLANTES DE LA GUIANE FRANCOISE Dont on n'a pu se procurer des caractères complets | -                                             | Apocynaceae                                            | Apocynaceae                                           | Couma Aubl., 1775 | idem |                                                        |                 |                       |                               |
| PLANTES DE LA GUIANE FRANCOISE Dont on n'a pu se procurer des caractères complets | -                                             | Apocynaceae                                            | Apocynaceae                                           | Couma guianensis Aubl., 1775 | idem | LE COUMIER de la Guiane                                | 392             |                       | BM000952644                   |